# 神户市
34°41′24″N 135°11′44″E / 34.69000°N 135.19556°E
神户市（日语：／ Kōbe shi */?）是位於日本兵庫縣東南部的都市，為兵庫縣首府，也是政令指定都市之一，下轄有9個區。全市面積557.02平方公里，人口則有1,496,425人（至2024年1月），是日本人口第七多的都市。其與大阪市、京都市並為京阪神都會區的核心都市，同時也和附近的衛星都市組成神戶都市圈。
「神戶」這一地名是起源於現在神戶市中心的三宮、元町地區，這一帶在古代曾是生田神社的領地，並居住有生田神社的神封戶。神戶地處大阪灣沿岸，風浪平緩且沿岸水深較深，地形極為適宜建設港口。在古代時期，神戶就是京都及大阪的外港之一。1868年，神戶成為日本最早開放對外國通商的五個港口之一，之後迅速發展為日本主要的港口都市之一。身為日本最早一批的通商港口，神戶以開放和國際化的氣氛而聞名。1995年的阪神大地震雖然給神戶帶來巨大的打擊，然而經過多年的重建，其都市建設和人口都已超過地震之前的水準。神戶也是一座宜居都市，並曾在2007年入選福布斯雜誌評出的「世界最清潔的25座城市」。

## 地理

### 地形及地質

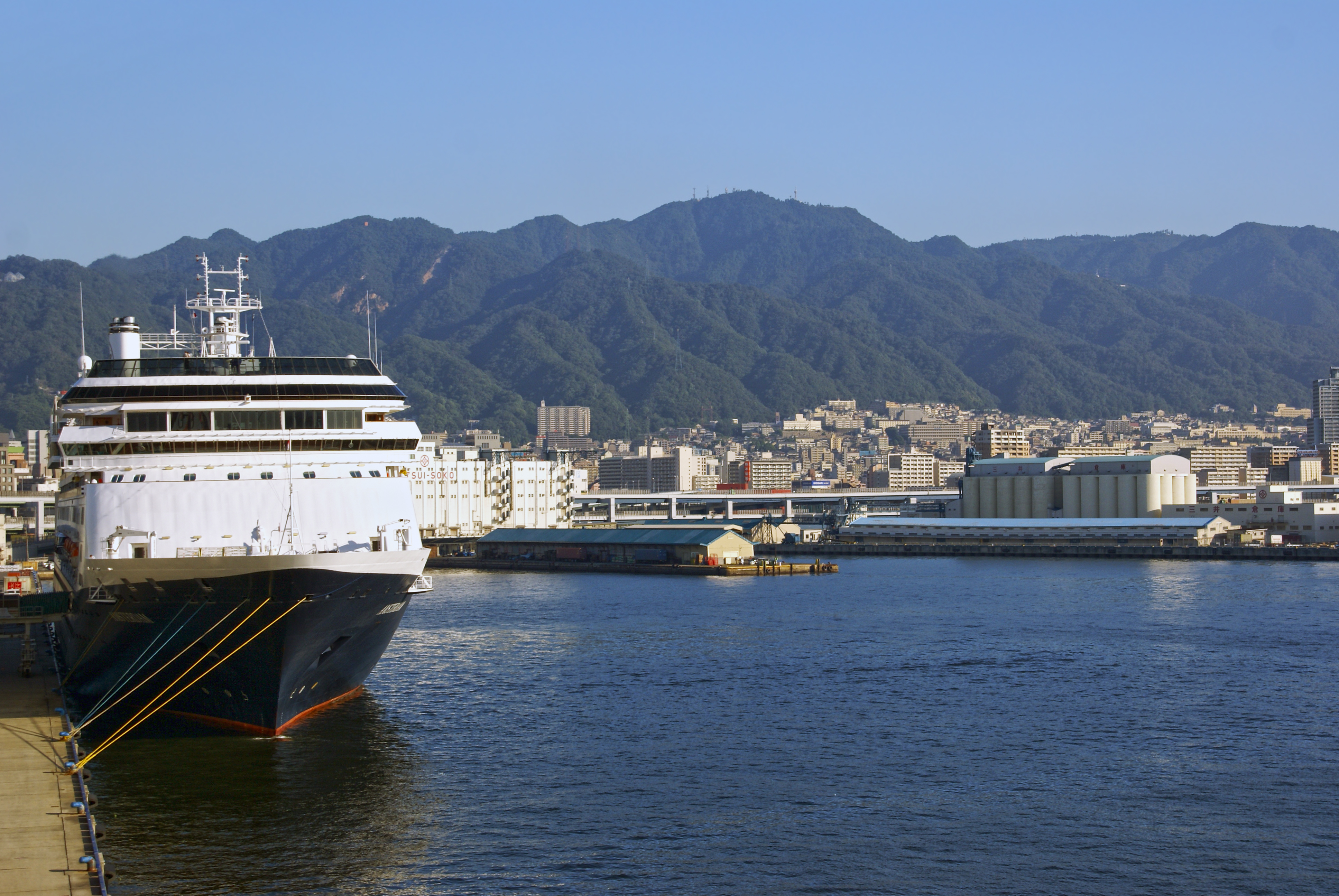
依山傍海是神戶都市景觀的特徵

神戶市地處兵庫縣東南部，六甲山系和瀨戶內海構成神戶依山傍海的都市景觀。六甲山東西橫貫神戶市域北部，構成神戶市中心街區和郊區的天然分界線。六甲山最高峰的海拔高度是931.25米，也是神戶市內的最高點。山地北側是神戶市內保存較多自然的地區，關西著名的溫泉旅遊地有馬溫泉就位於這裡。在六甲山地北麓和其附近的丘陵地帶也有一些新市鎮，有多條鐵路和公路穿過六甲山連接這些新市鎮和神戶市中心市區。在六甲山麓的南側，有眾多神戶開港早期時修建的外國人住宅，這一區域也是日本最早的近代高檔住宅區。神戶市的大部分中心市區則位於六甲山系和瀨戶內海之間的沿海平地。這一地區的南北長度僅有約三公里，使得神戶的中心街區呈現沿海岸的東西細長的形狀。為了擴充市區和港口用地，神戶曾多次實施填海造地。神戶市沿海的兩大人工島——港灣人工島和六甲人工島均是利用六甲山的土石填海造成的人工島。神戶市內的主要河流則有住吉川、生田川、新湊川等，這些河流大多發源自六甲山且在流經市區後就直接入海，因此長度十分短小。
神戶市的地質可大概分為兩個區域。六甲山地主要由花崗岩構成，其地質構造形成在約7000萬年之前。由於花崗岩具有天然的過濾作用，累積的降雨在經過花崗岩的過濾後滲入地下，使得六甲山成為神戶重要的天然水脈。而自六甲山湧出的優質水源也讓神戶生產的礦泉水和日本酒享有盛譽。而市區的平地部分則形成在約3000萬年之前，在基盤岩類的上方覆蓋有較厚的沖積層。神戶市內有多條活斷層，這些斷層大致可分為須磨断層・諏訪山断層、淡路－六甲活斷層系和大阪灣斷層系三個系統。

### 氣候
神戶市屬於瀨戶內海式氣候區域，全年氣候較為溫和。六甲山地北側的地區則具有內陸型氣候的特徵，和市區相比有較大的溫差。和日本其他地區相比，神戶的降雨相對較少，全年平均降水量約在1,200毫米。櫻花盛開的春季是神戶最為宜人的季節。在經過潮濕的梅雨季節之後，神戶進入炎熱的夏季。由於神戶空氣較為乾燥且有海風吹拂，使得神戶的夏季雖然炎熱，但相對近畿地方其他大都市而言白天仍較為舒適。在夏秋之交的時節，神戶有時會受到颱風的影響。神戶的秋季頗為短暫。而冬季的神戶則由於山地地形的影響，常有被稱為六甲颪的季節風吹襲。雖然由於六甲颪的影響使得神戶冬季氣溫較低，然而因冬季空氣乾燥使得神戶市區少有降雪。
| 神戶市（神戶海洋氣象台・中央區脇濱海岸通1丁目）            | 神戶市（神戶海洋氣象台・中央區脇濱海岸通1丁目） | 神戶市（神戶海洋氣象台・中央區脇濱海岸通1丁目） | 神戶市（神戶海洋氣象台・中央區脇濱海岸通1丁目） | 神戶市（神戶海洋氣象台・中央區脇濱海岸通1丁目） | 神戶市（神戶海洋氣象台・中央區脇濱海岸通1丁目） | 神戶市（神戶海洋氣象台・中央區脇濱海岸通1丁目） | 神戶市（神戶海洋氣象台・中央區脇濱海岸通1丁目） | 神戶市（神戶海洋氣象台・中央區脇濱海岸通1丁目） | 神戶市（神戶海洋氣象台・中央區脇濱海岸通1丁目） | 神戶市（神戶海洋氣象台・中央區脇濱海岸通1丁目） | 神戶市（神戶海洋氣象台・中央區脇濱海岸通1丁目） | 神戶市（神戶海洋氣象台・中央區脇濱海岸通1丁目） | 神戶市（神戶海洋氣象台・中央區脇濱海岸通1丁目） |
| 月份                                                       | 1月                                             | 2月                                             | 3月                                             | 4月                                             | 5月                                             | 6月                                             | 7月                                             | 8月                                             | 9月                                             | 10月                                            | 11月                                            | 12月                                            | 全年                                            |
| ---------------------------------------------------------- | ----------------------------------------------- | ----------------------------------------------- | ----------------------------------------------- | ----------------------------------------------- | ----------------------------------------------- | ----------------------------------------------- | ----------------------------------------------- | ----------------------------------------------- | ----------------------------------------------- | ----------------------------------------------- | ----------------------------------------------- | ----------------------------------------------- | ----------------------------------------------- |
| 历史最高温 °C（°F）                                        | 19.2 (66.6)                                     | 20.8 (69.4)                                     | 23.7 (74.7)                                     | 28.5 (83.3)                                     | 31.9 (89.4)                                     | 36.3 (97.3)                                     | 37.7 (99.9)                                     | 38.8 (101.8)                                    | 35.8 (96.4)                                     | 31.9 (89.4)                                     | 26.2 (79.2)                                     | 23.7 (74.7)                                     | 38.8 (101.8)                                    |
| 平均高温 °C（°F）                                          | 9.4 (48.9)                                      | 10.1 (50.2)                                     | 13.5 (56.3)                                     | 18.9 (66.0)                                     | 23.6 (74.5)                                     | 26.7 (80.1)                                     | 30.4 (86.7)                                     | 32.2 (90.0)                                     | 28.8 (83.8)                                     | 23.2 (73.8)                                     | 17.5 (63.5)                                     | 12.0 (53.6)                                     | 20.5 (68.9)                                     |
| 日均气温 °C（°F）                                          | 6.2 (43.2)                                      | 6.5 (43.7)                                      | 9.8 (49.6)                                      | 15.0 (59.0)                                     | 19.8 (67.6)                                     | 23.4 (74.1)                                     | 27.1 (80.8)                                     | 28.6 (83.5)                                     | 25.4 (77.7)                                     | 19.8 (67.6)                                     | 14.2 (57.6)                                     | 8.8 (47.8)                                      | 17.0 (62.6)                                     |
| 平均低温 °C（°F）                                          | 3.1 (37.6)                                      | 3.4 (38.1)                                      | 6.3 (43.3)                                      | 11.4 (52.5)                                     | 16.5 (61.7)                                     | 20.6 (69.1)                                     | 24.7 (76.5)                                     | 26.1 (79.0)                                     | 22.6 (72.7)                                     | 16.7 (62.1)                                     | 10.9 (51.6)                                     | 5.7 (42.3)                                      | 14.0 (57.2)                                     |
| 历史最低温 °C（°F）                                        | −6.4 (20.5)                                     | −7.2 (19.0)                                     | −5.0 (23.0)                                     | −0.6 (30.9)                                     | 3.9 (39.0)                                      | 10.0 (50.0)                                     | 14.5 (58.1)                                     | 16.1 (61.0)                                     | 10.5 (50.9)                                     | 5.3 (41.5)                                      | −0.2 (31.6)                                     | −4.3 (24.3)                                     | −7.2 (19.0)                                     |
| 平均降水量 mm（）                                          | 38.4 (1.51)                                     | 55.6 (2.19)                                     | 94.2 (3.71)                                     | 100.6 (3.96)                                    | 134.7 (5.30)                                    | 176.7 (6.96)                                    | 187.9 (7.40)                                    | 103.4 (4.07)                                    | 157.2 (6.19)                                    | 118.0 (4.65)                                    | 62.4 (2.46)                                     | 48.7 (1.92)                                     | 1,277.8 (50.31)                                 |
| 平均降雪量 cm（）                                          | 0 (0)                                           | 0 (0)                                           | 0 (0)                                           | 0 (0)                                           | 0 (0)                                           | 0 (0)                                           | 0 (0)                                           | 0 (0)                                           | 0 (0)                                           | 0 (0)                                           | 0 (0)                                           | 0 (0)                                           | 1 (0.4)                                         |
| 平均降水天数（≥ 0.5 mm）                                   | 6.0                                             | 7.1                                             | 10.0                                            | 10.1                                            | 10.4                                            | 12.1                                            | 10.9                                            | 7.4                                             | 10.3                                            | 8.8                                             | 6.4                                             | 6.8                                             | 106.3                                           |
| 平均降雪天数（≥ 1 cm）                                     | 0.2                                             | 0.2                                             | 0.0                                             | 0                                               | 0                                               | 0                                               | 0                                               | 0                                               | 0                                               | 0                                               | 0                                               | 0.1                                             | 0.5                                             |
| 平均相對濕度（％）                                         | 62                                              | 61                                              | 61                                              | 61                                              | 64                                              | 72                                              | 74                                              | 71                                              | 67                                              | 64                                              | 63                                              | 62                                              | 65                                              |
| 月均日照時數                                               | 145.8                                           | 142.4                                           | 175.8                                           | 194.8                                           | 202.6                                           | 164.0                                           | 189.4                                           | 229.6                                           | 163.9                                           | 169.8                                           | 152.2                                           | 153.2                                           | 2,083.7                                         |
| 来源：日本氣象廳 (平均値：1991年-2020年、極値：1897年以降) |                                                 |                                                 |                                                 |                                                 |                                                 |                                                 |                                                 |                                                 |                                                 |                                                 |                                                 |                                                 |                                                 |

| 神戶（神戶海洋氣象台・中央區中山手通7丁目）- 1961 - 1990年平均值 | 神戶（神戶海洋氣象台・中央區中山手通7丁目）- 1961 - 1990年平均值 | 神戶（神戶海洋氣象台・中央區中山手通7丁目）- 1961 - 1990年平均值 | 神戶（神戶海洋氣象台・中央區中山手通7丁目）- 1961 - 1990年平均值 | 神戶（神戶海洋氣象台・中央區中山手通7丁目）- 1961 - 1990年平均值 | 神戶（神戶海洋氣象台・中央區中山手通7丁目）- 1961 - 1990年平均值 | 神戶（神戶海洋氣象台・中央區中山手通7丁目）- 1961 - 1990年平均值 | 神戶（神戶海洋氣象台・中央區中山手通7丁目）- 1961 - 1990年平均值 | 神戶（神戶海洋氣象台・中央區中山手通7丁目）- 1961 - 1990年平均值 | 神戶（神戶海洋氣象台・中央區中山手通7丁目）- 1961 - 1990年平均值 | 神戶（神戶海洋氣象台・中央區中山手通7丁目）- 1961 - 1990年平均值 | 神戶（神戶海洋氣象台・中央區中山手通7丁目）- 1961 - 1990年平均值 | 神戶（神戶海洋氣象台・中央區中山手通7丁目）- 1961 - 1990年平均值 | 神戶（神戶海洋氣象台・中央區中山手通7丁目）- 1961 - 1990年平均值 |
| 月份                                                             | 1月                                                              | 2月                                                              | 3月                                                              | 4月                                                              | 5月                                                              | 6月                                                              | 7月                                                              | 8月                                                              | 9月                                                              | 10月                                                             | 11月                                                             | 12月                                                             | 全年                                                             |
| ---------------------------------------------------------------- | ---------------------------------------------------------------- | ---------------------------------------------------------------- | ---------------------------------------------------------------- | ---------------------------------------------------------------- | ---------------------------------------------------------------- | ---------------------------------------------------------------- | ---------------------------------------------------------------- | ---------------------------------------------------------------- | ---------------------------------------------------------------- | ---------------------------------------------------------------- | ---------------------------------------------------------------- | ---------------------------------------------------------------- | ---------------------------------------------------------------- |
| 平均高温 °C（°F）                                                | 8.4 (47.1)                                                       | 8.8 (47.8)                                                       | 12.3 (54.1)                                                      | 18.5 (65.3)                                                      | 22.9 (73.2)                                                      | 26.0 (78.8)                                                      | 29.8 (85.6)                                                      | 31.6 (88.9)                                                      | 27.6 (81.7)                                                      | 22.0 (71.6)                                                      | 16.6 (61.9)                                                      | 11.3 (52.3)                                                      | 19.7 (67.5)                                                      |
| 日均气温 °C（°F）                                                | 4.7 (40.5)                                                       | 5.0 (41.0)                                                       | 8.0 (46.4)                                                       | 14.0 (57.2)                                                      | 18.4 (65.1)                                                      | 22.0 (71.6)                                                      | 25.9 (78.6)                                                      | 27.3 (81.1)                                                      | 23.6 (74.5)                                                      | 17.7 (63.9)                                                      | 12.5 (54.5)                                                      | 7.5 (45.5)                                                       | 15.6 (60.1)                                                      |
| 平均低温 °C（°F）                                                | 1.4 (34.5)                                                       | 1.5 (34.7)                                                       | 4.0 (39.2)                                                       | 9.8 (49.6)                                                       | 14.4 (57.9)                                                      | 18.8 (65.8)                                                      | 23.1 (73.6)                                                      | 24.3 (75.7)                                                      | 20.8 (69.4)                                                      | 14.1 (57.4)                                                      | 8.8 (47.8)                                                       | 4.1 (39.4)                                                       | 12.1 (53.8)                                                      |
| 来源：                                                           |                                                                  |                                                                  |                                                                  |                                                                  |                                                                  |                                                                  |                                                                  |                                                                  |                                                                  |                                                                  |                                                                  |                                                                  |                                                                  |

### 人口
| 神戶市人口分布圖 |                                               |  |
| 神戶市與日本全國年齡別人口分布比較圖 （2005年資料） | 神戶市的年齡、男女別人口分布圖 （2005年資料） |  |
| ■紫色是神戶市 ■綠色是全国 | ■藍色是男性 ■紅色是女性                       |  |
| 神戶市人口變化 \| 1970年 \| 1,288,930人 \| \| \| 1975年 \| 1,360,605人 \| \| \| 1980年 \| 1,367,390人 \| \| \| 1985年 \| 1,410,834人 \| \| \| 1990年 \| 1,477,410人 \| \| \| 1995年 \| 1,423,792人 \| \| \| 2000年 \| 1,493,398人 \| \| \| 2005年 \| 1,525,393人 \| \| \| 2010年 \| 1,544,200人 \| \| \| 2015年 \| 1,537,272人 \| \| \| 2020年 \| 1,525,152人 \| \| |                                               |  |
| 資料來源：日本總務省統計中心提供之人口普查數據 |                                               |  |
| 1970年 | 1,288,930人                                   |  |
| 1975年 | 1,360,605人                                   |  |
| 1980年 | 1,367,390人                                   |  |
| 1985年 | 1,410,834人                                   |  |
| 1990年 | 1,477,410人                                   |  |
| 1995年 | 1,423,792人                                   |  |
| 2000年 | 1,493,398人                                   |  |
| 2005年 | 1,525,393人                                   |  |
| 2010年 | 1,544,200人                                   |  |
| 2015年 | 1,537,272人                                   |  |
| 2020年 | 1,525,152人                                   |  |

1920年至2010年期間神戶人口數變遷

神戶在開港之初時人口僅有約2.5萬人，之後神戶的人口快速增加。在1889年實施市制時，神戶已有人口約13萬人。在1920年日本首次人口普查時，神戶的人口已經超過60萬，僅次於東京和大阪，是當時日本人口第三多的城市。1939年，神戶市人口超過100萬人。然而在二戰期間，由於美軍多次空襲使得大量人口離開城市至農村避難，神戶的人口劇減至38萬人。戰後隨著神戶市復興進程的進展，暫時逃至農村的人口也回到城市。1956年，神戶人口數再次超過100萬人。之後神戶的人口持續增加，在1992年超過了150萬人。1995年的阪神大地震導致神戶的人口一度大幅減少至約142萬人。之後神戶的人口恢復成長，並在2004年超過阪神大地震之前水準。然而在近年，受到高齡化和少子化的影響，神戶市人口出現減少。2015年，神戶的人口數被福岡市超過，變為日本人口第七大都市。2020年10月時，神戶市的人口約有151.6萬人。
神戶的人口高度集中於沿海的中心市區。沿海的垂水區、須磨區、長田區、兵庫區、中央區、灘區、東灘區的合計總面積雖只佔神戶市總面積的約31%，然而人口數卻佔神戶總人口的約69%。相反地處內陸的北區和西區雖佔去神戶市過半面積且在戰後因新市鎮的開發使得人口大幅增加，合計總人口仍只有約47萬人。而阪神大地震也給神戶的人口地理帶來變化。靠近大阪的東灘區、灘區和位於市中心的中央區在震後人口持續增加，而受地震影響嚴重的長田區的人口則仍然大幅低於地震前水準:62。和日本其他地方相同，神戶也面臨嚴重的高齡化和少子化問題。2013年，神戶人口的高齡者比率超過24%。相反的是在2010年，神戶的總和生育率則只有1.29。神戶市是日本最國際化的都市之一，市內也居住有不少外國人。2011年時，有約44,000人外國人生活在神戶。其中以韓國和朝鮮人最多，之後依次是中國人、越南人、美國人、印度人和菲律賓人。神戶的外國人人口比例在政令指定都市中位列第四，僅次於大阪市、濱松市和名古屋市。神戶市內還有神戶中華同文學校等8家外國人學校。

## 歷史

### 古代神戶

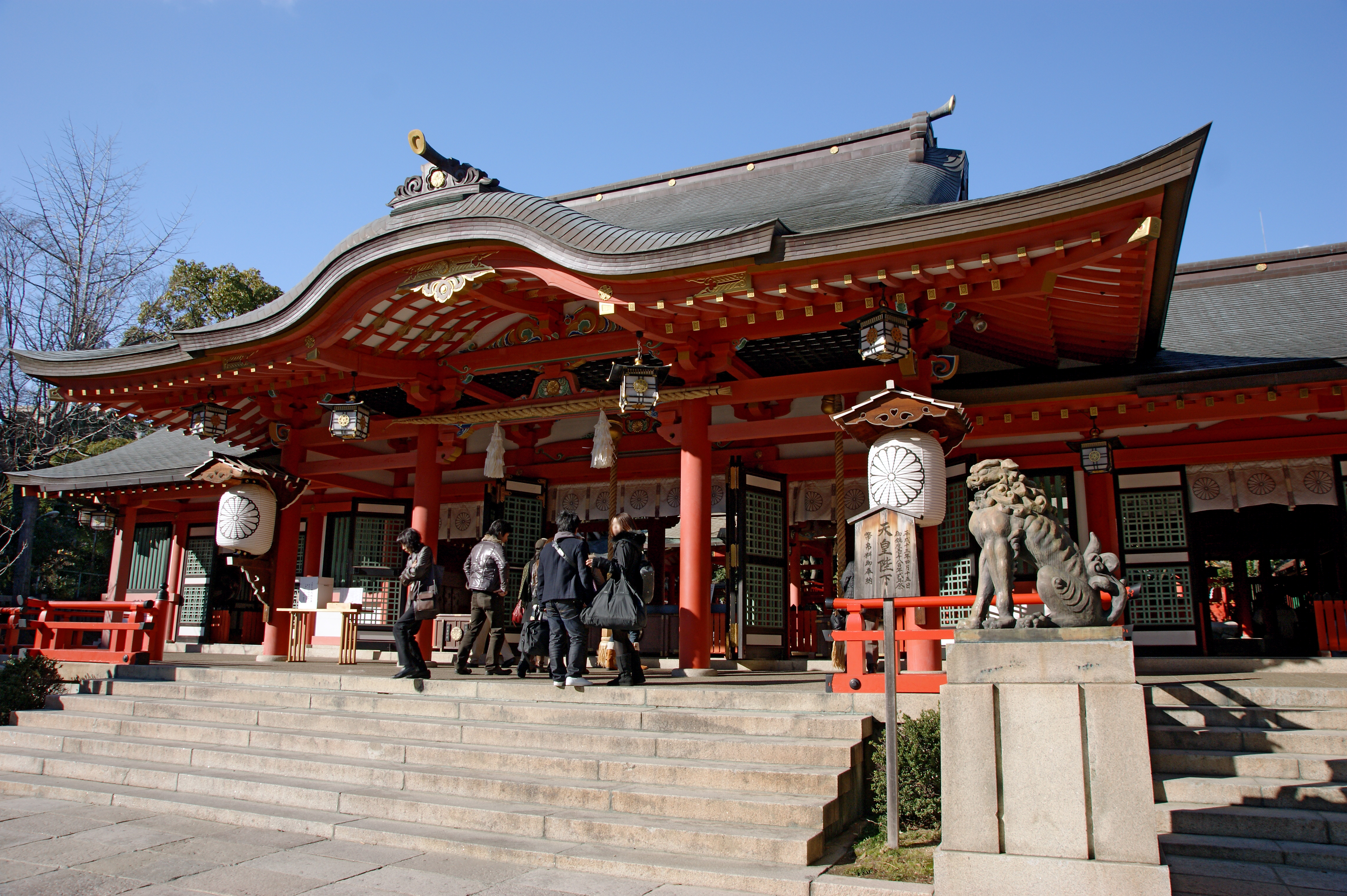
生田神社是神戶三大神社之一

神戶的歷史可追溯至舊石器時代，在神戶市內多地都發現舊石器時代和繩文時代的文物。進入彌生時代後，隨着稻作技術和金屬器的傳入，神戶的人口進一步增加。據日本書紀記載，神戶三大神社中的生田神社和長田神社:65的歷史都可追溯至彌生時代後期。而在古墳時代之後，隨著豪族的興起，在日本各地開始出現巨大的前方後圓墳。神戶市內最為著名的古墳是五色塚古墳，這處古墳也是兵庫縣內最大的古墳，也顯示在這一時期神戶的已經有一定程度的文明發展。在奈良時代，當時的朝廷在兵庫區修建大輪田泊，開始神戶作為港口的歷史:10。大輪田泊是攝播五泊之一，是當時日本重要的貿易據點。然而在平安時代後期，由於國家財政無力改修港口，大輪田泊陷入荒廢。
大輪田泊的蕭條狀況在平氏政權興起後發生巨大的變化。平清盛在大輪田泊修築人工島經島，試圖將大輪田泊發展為日宋貿易的據點。1180年，平清盛更強行宣布遷都福原京，其位置位於現在神戶市的中央區和兵庫區北部。然而由於反對勢力過於強大，福原遷都只實施半年後日本的首都就遷回平安京。平氏政權也在平清盛去世後迅速崩潰，而神戶更是平氏政權瓦解過程中重要戰役一之谷之戰的戰場。福原京的修築雖可說是僅停留在計劃層面，然而在鎌倉時代初期，高僧重源又重振大輪田泊的港口。在鎌倉幕府時代，神戶的人口大多居住在現在的兵庫區一帶，這一地區被稱為兵庫津，是當時日本重要的港口。在14世紀前期這一自建武新政轉換至室町幕府的劇變時期，神戶是湊川之戰的舞台。也是在同一時期開始，除了嘉吉之亂至應仁之亂之間的20多年間神戶曾由山名氏統治之外，神戶進入約200年的赤松氏統治時期。1591年，結束戰國亂世實現日本統一大業的豐臣秀吉在神戶郊外的有馬溫泉舉辦有馬大茶會。在江戶時代，神戶的主要市區仍然在兵庫津一帶:65。當時的兵庫津是自西日本前往北海道的北前船的重要據點港口，同時也是西國街道重要的宿場町。

### 開港至二戰期間的神戶

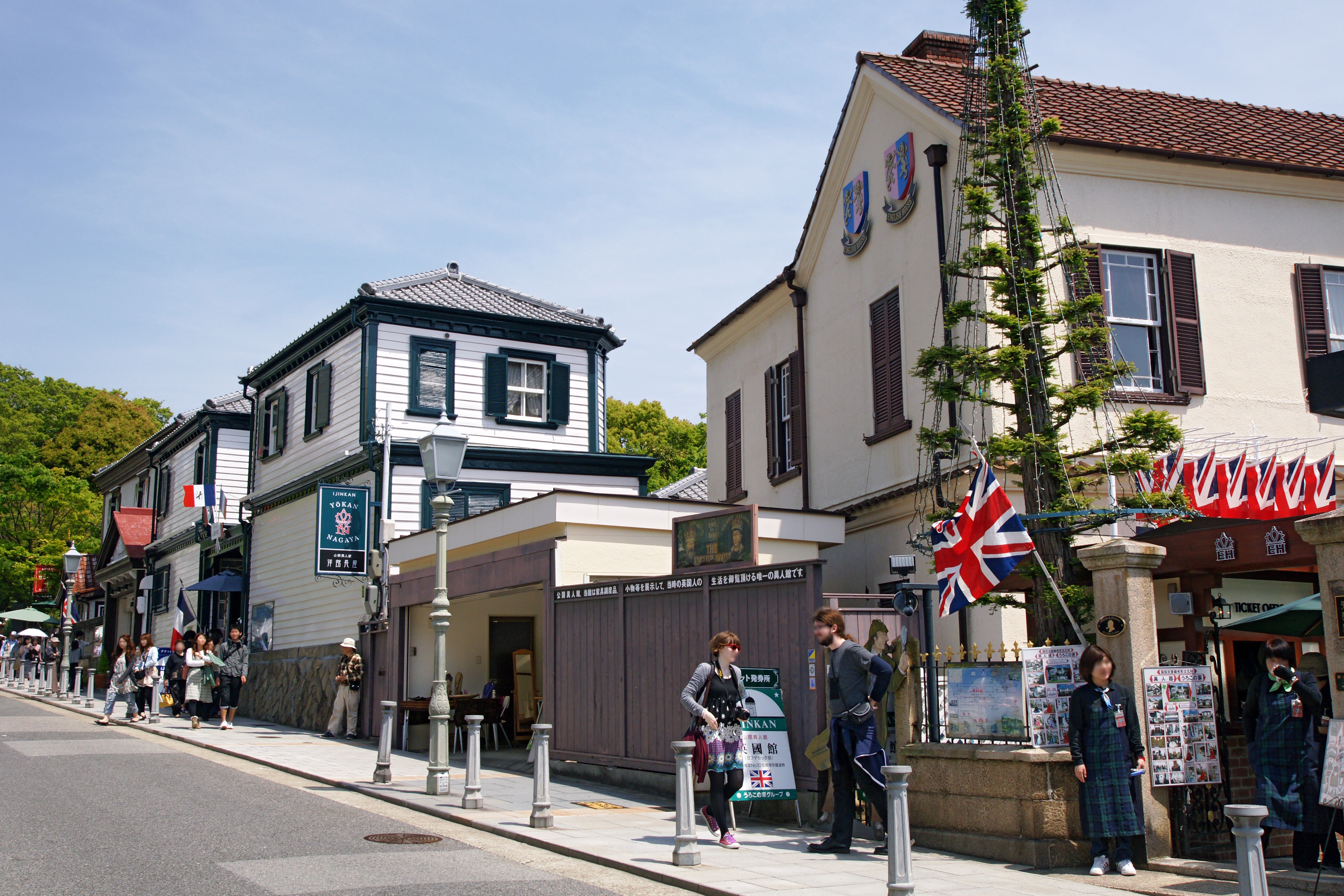
北野町山本通是神戶最具異國風情的地區

在江戶幕府末期，日本在歐美的壓力之下被迫打開國門。1858年，幕府與美英法俄荷五國簽訂安政五國條約，條約規定開放五個港口為通商港口。列強雖本欲選擇已有一定規模的兵庫津作為關西地區的開放港口，然因兵庫津排外風氣甚盛加上兵庫津附近的神戶村的沿岸水深較深適合建港:227，因此神戶村即成為五個開放港口的其中之一。1868年，神戶正式開港。當時神戶的港口以湊川為界，湊川以西的港區主要由日本船舶利用，被稱為兵庫港；以东則是主要由外國船舶利用，被稱為神戶港。兩港在1892年實現統合，統稱為神戶港。市區也同樣以湊川為界，湊川以西的兵庫是舊市區，而湊川以東的神戶則有較多外國人居住，使得當時的神戶呈現雙子都市的格局:58。隨著市區範圍的擴大，兩大市區合二為一，市中心也逐漸往東側的神戶移動，而「神戶」也成為包括兵庫在內的全市的正式名稱。在神戶開港的同時，神戶市內還開闢專供外國人居住的神戶外國人居留地。神戶居留地是日本最早實施近代都市計劃的地區之一，運營也全由外國人自治，其都市經營的方式給日本其他都市也帶來巨大影響。眾多外國教堂、銀行、企業和領事館集中於此，神戶居留地成為當時日本最國際化的地區之一。1899年，隨著日本廢除治外法權，居留地制度也被廢止，神戶外國人居留地重新由日本管理，然而其神戶市中心市區的地位仍維持至今。作為西洋文明在日本的窗口，神戶在東西文化交流中發揮重要的作用。日本首個鐵路隧道、首個咖啡廳、首瓶波子汽水、首個水族館、首個高爾夫球場、首個日本國內生產的蒸汽機車、首個爵士樂隊等眾多新事物都是出現在神戶。1889年，神戶施行市制，成為日本最早的一批市。
進入20世紀後，神戶市仍然持續快速發展。1905年，阪神電氣鐵道開通神戶（三宮站）至大阪（出入橋站）的鐵路，這是日本首條都市間鐵路。隨著鐵路的開通，神戶和大阪之間的經濟活動變得更為活躍，更開啟阪神間摩登的時代。同樣在20世紀前期，隨著築港事業的進展，神戶成長為遠東最為重要的港口之一。1920年，神戶港開通前往美國的航路。在大正及昭和初期，神戶和倫敦、紐約、漢堡並列為世界四大海運市場。然而在1930年代之後，隨著日本開始步入戰爭軌道，神戶的發展也受到重大的影響。1938年，神戶受到阪神大洪水的侵襲，市內有超過600人在水害中遇難。在二戰末期，神戶多次受到美軍的空襲，其中又尤以1945年3月17日和6月5日的空襲最為慘烈。神戶市超過20%的市區面積在空襲中被毀，並且至少有8,841名市民因空襲遇難，受傷者則超過15萬人。神戶是當時日本大都市中受美軍空襲損害最嚴重的都市。

### 戰後神戶

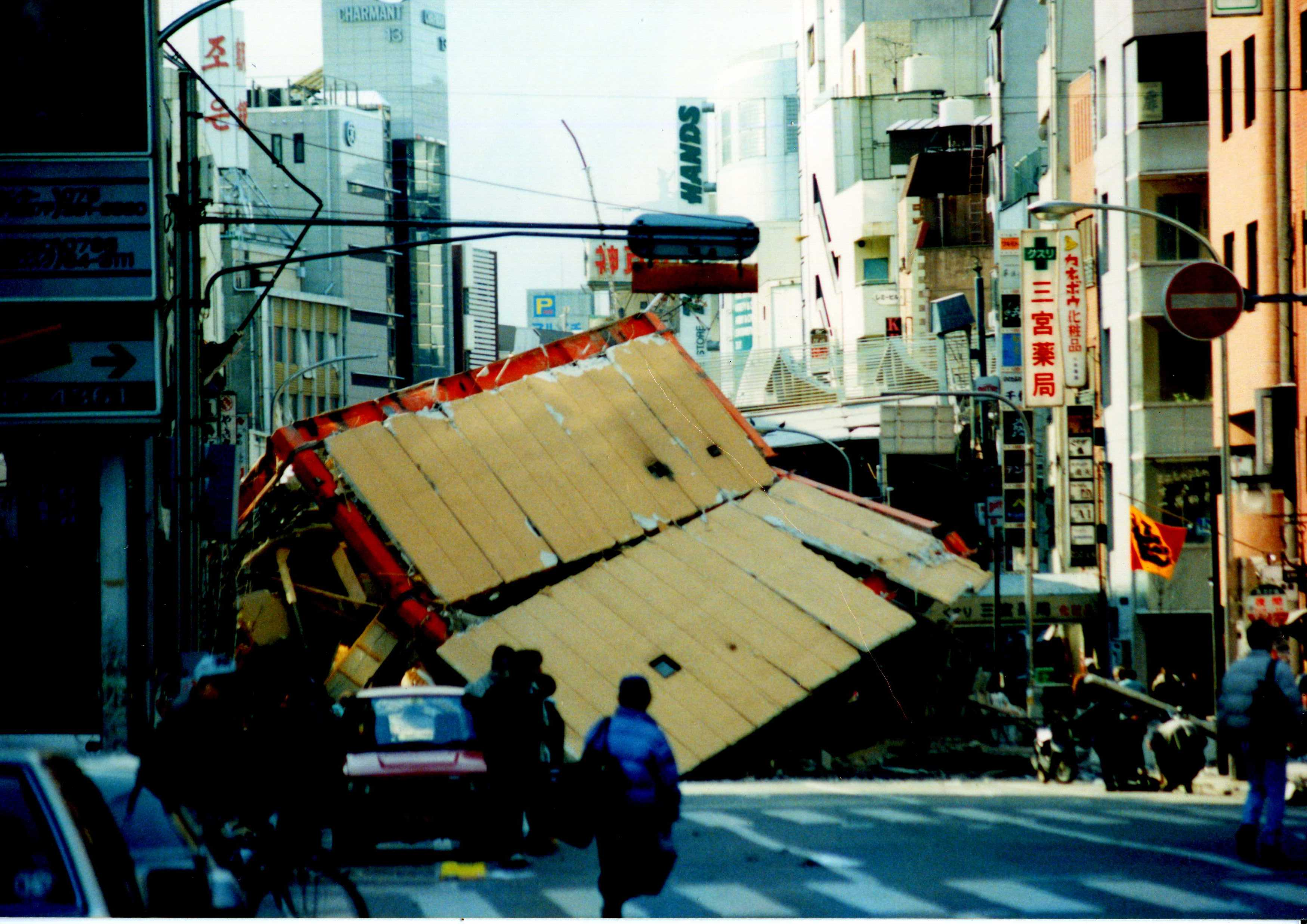
阪神大地震時的神戶市內

在二戰結束之後，神戶很快就走上復興的過程。造船、鋼鐵等重工業成為神戶新的支柱產業，使得神戶在戰後發展為日本重要的工業都市。1956年，神戶成為日本首批政令指定都市。神戶市還在這一年舉辦國民體育大會。在1960年代，神戶港迎來其開港100年紀念，神戶港的面貌也隨著神戶的地標建築神戶港塔的完工以及港灣人工島的開工發生劇變。由於神戶市中心市區面積狹小，自1960年代開始，神戶市開始挖掘丘陵以建造新市鎮，並且將挖出的土壤用於填海以建設海上新都市。1970年代，隨著山陽新幹線的開通、神戶祭的舉辦和NHK電視劇風見雞的播出，神戶的旅遊產業有了很大的發展。在1971年，神戶市電被廢止，取而代之的是在1979年，神戶的首條地鐵路線開始通車，標誌神戶市內的交通發生了巨大的變化。1981年，港灣人工島第一期工程完工。神戶市在工程完工之後舉辦了港灣人工島博覽會，其參觀者數超過1,610萬且盈利超過60億日元，取得了巨大的成功。1985年，神戶舉辦了世界大學生運動會，大型體育賽事的舉辦也更加提高了神戶在世界上的知名度。
1995年1月17日，在神戶市近海發生阪神淡路大地震。神戶市內部分地區的烈度達到7級，造成5,502到6,434人死亡，36,896到43,792人受伤，251,301到310,000人流离失所，受災情況極為嚴重。地震雖然神戶受到巨大的打擊，然而也意味神戶新的復興的開始。交通網的整備是神戶震後復興的重要內容。明石海峽大橋的開通使得神戶市和淡路島之間的交通情況得到大幅改進。而神戶機場的開業使得神戶成為擁有海空雙港的城市。然而神戶的震後復興也同樣面臨諸多問題。諸如長田等因地震嚴重受損的街區雖然在震後實施都市更新事業，然而因人口減少等問題使得開發事業停滯不前。在進入21世紀之後，神戶市在2008年被聯合國教科文組織評選為設計都市，是亞洲首個獲此殊榮的城市。在最近數年，醫療產業已發展成為神戶新的重要產業。神戶正試圖發展除了傳統的港口和工業之外新的支柱產業，這使得神戶的經濟構造趨於多樣化。

## 行政區劃
神戶市在1889年設市，是日本最早的市之一。設市當時的神戶市的面積為21.28平方公里，範圍只包括現在的中央區和兵庫區的部分地區。此後神戶市在1896年、1920年、1929年、1941年和附近的町村進行合併，市域範圍逐漸擴大。至1941年時，神戶市的市域範圍已經包括除東灘區和灘區部分地區之外所有的今日神戶市的沿海地區。1947年，神戶市合併六甲山北側的眾多町村，市域面積也因此由115.05平方公里大幅擴大至390.50平方公里。之後神戶市亦在1950年4月1日、1950年10月10日、1951年、1955年、1958年合併附近町村，加上填海使得土地面積進一步擴大，今日神戶市的面積已經達到552.83平方公里。
由於神戶市為政令指定都市，因此可劃設行政區。神戶市現在管轄有9個區。
| 區名   | 讀音 | 設立日期      | 面積 （平方公里） | 人口      | 人口密度 （每平方公里人口數） |
| ------ | ---- | ------------- | ----------------- | --------- | ----------------------------- |
| 東灘區 |      | 1955年4月1日  | 34.02             | 213,672   | 6,281                         |
| 灘區   |      | 1931年9月1日  | 32.66             | 136,426   | 4,177                         |
| 中央區 |      | 1896年4月1日  | 28.97             | 143,359   | 4,949                         |
| 兵庫區 |      | 1896年4月1日  | 14.67             | 106,897   | 7,287                         |
| 長田區 |      | 1945年5月1日  | 11.36             | 94,213    | 8,293                         |
| 須磨區 |      | 1931年9月1日  | 28.93             | 157,604   | 5,448                         |
| 垂水區 |      | 1946年11月1日 | 28.11             | 214,936   | 7,646                         |
| 北區   |      | 1973年8月1日  | 240.29            | 210,775   | 877                           |
| 西區   |      | 1982年8月1日  | 138.02            | 238,756   | 1,730                         |
| 神戶市 |      | 1889年4月1日  | 557.01            | 1,516,638 | 2,723                         |

## 政治

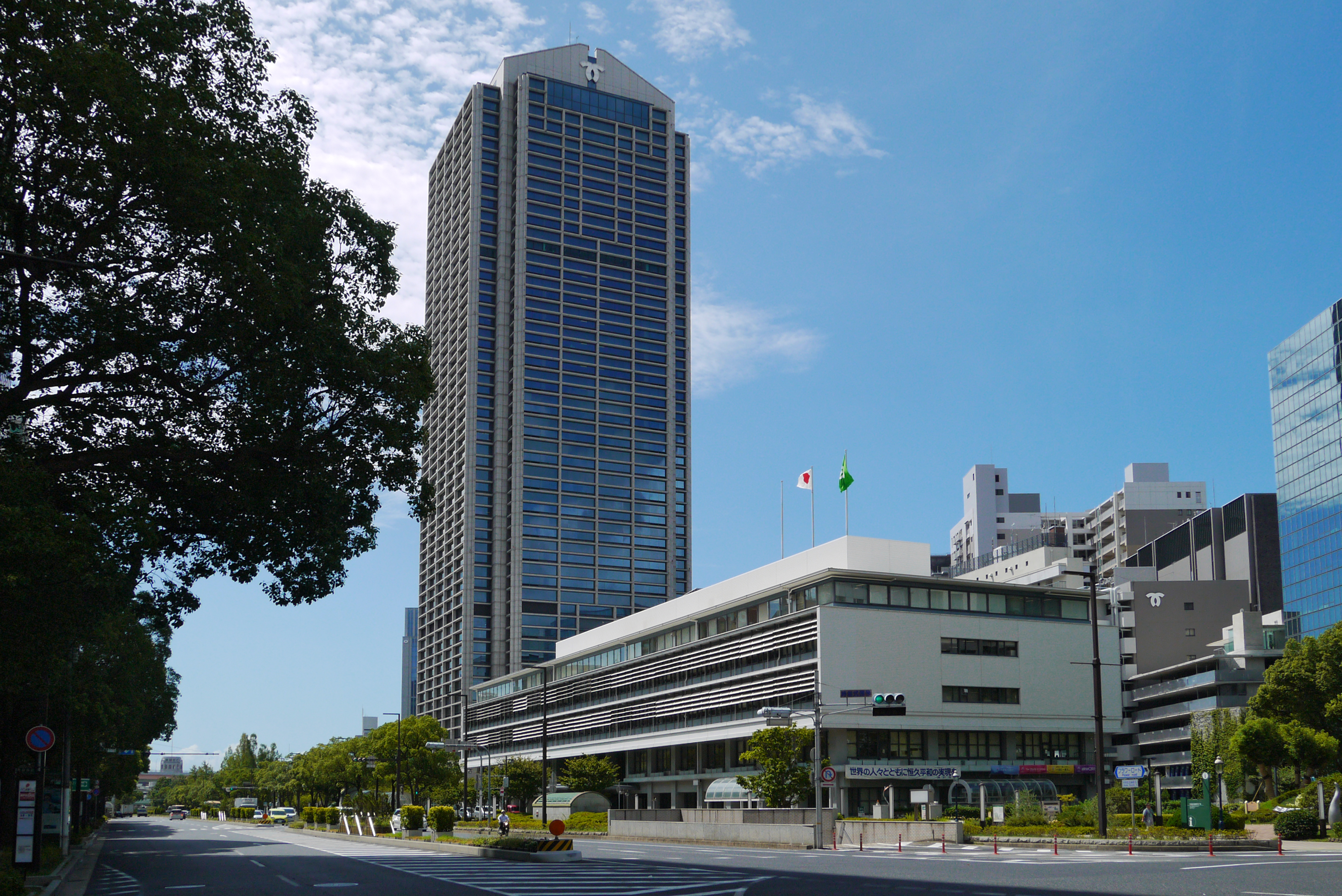
神戶市政府

神戶市政治版圖頗為多樣化，日本各主要政黨均能在神戶獲得一定支持率，這也使得神戶的選舉區成為日本歷次選舉中選戰最激烈的選舉區之一。在日本眾議院選舉仍然實施中選舉區制的時期，神戶市全市均屬於兵庫縣第1區。兵庫縣第1區的歷次選舉結果均呈現自民黨、公明黨等右派政黨和社會黨、共產黨等左派勢力瓜分議席的格局。在日本眾議院選舉改制為小選舉區制之後，神戶市的大部分地區分屬兵庫縣第1區、第2區（2017年以後西宮市北部亦屬該區）、第3區；西區則和北播地區的西脇市、三木市、小野市、加西市、加東市、多可町共同組成兵庫縣第4區。如同中選舉區時期，這些選舉區也多是選舉的激戰區，右派政黨和左派政黨互有勝負。在民主黨取得大勝的2009年日本眾議院選舉時，民主黨包攬了這四個選舉區的議席。而在2012年日本眾議院選舉時，保守派的自民黨和公明黨又在這四個選舉區都取得勝利。2017年日本眾議院選舉時，自民黨在兵庫1區、3區、4區獲勝、公明黨在兵庫2區取得議席。2021年日本眾議院選舉時，自民黨候選人雖然在兵庫3區、4區當選、但兵庫1區由立憲民主黨候選人當選。
在地方自治層面，神戶市的市長選舉的一大特徵是自1949年以來，歷任神戶市長的當選者均曾擔任神戶市副市長。在1973年的市長選舉中，因自民黨撤回對時任市長宮崎辰雄的支持，加上之後宮崎辰雄當選，使得神戶也和日本眾多大都市相同，一時成為由社會黨、共產黨等革新派政黨執政的革新自治體。然而宮崎辰雄原系保守派人士，加上之後自民黨重新加入神戶的執政黨之列，使得神戶市政一度出現市議會內主要政黨皆為執政黨的局面，也使得和橫濱市、京都市等其他日本大都市相比，神戶的革新自治體的歷史較短。現任神戶市長是久元喜造，他得到了自民黨、民主黨和公明黨的支持，在2013年10月27日的市長選舉中當選並在2017年和2021年連任。神戶市議會現在有69名議員，以自民黨、公明黨、日本維新會、共產黨擁有議席較多。
进入1970年代后，當時的神戶市長宮崎辰雄實施了港灣人工島等大型公共土建事業，並且通過舉辦地方博覽會取得巨大盈利，宮崎提出的「把山搬到海里去」（山、海へ行く）这一口號一時名聲大震，神戶市政府更被外界稱為「神戶市股份公司」（神戸市株式会社），其都市經營手法成為日本眾多城市效仿的樣本。但从1990年代开始，因經濟不景氣加上地震的衝擊，神戶的財政狀況急速惡化。神戶市財政狀況嚴峻的主要原因有震後復興的巨額費用、大量土建事業耗費的巨資、神戶機場和神戶市營地鐵等公共設施的長期赤字等。近年神戶雖通過各種方法試圖改善財政情況，並且取得了市債餘額減少等成效，然狀況仍頗為嚴峻。2015年，神戶市財政力指數是0.79，在20個政令指定都市中排名第14位，雖低於政令指定都市平均值（0.86）但高於兵庫縣平均值（0.61）及日本全國平均值（0.5）。

## 經濟
神戶市在日本經濟中擁有重要地位。2010年，神戶市內生產總值約為62,178億日元，比上一年名義增加1.9%。神戶市的經濟總量佔日本經濟總量的約1.3%。2009年，神戶市人均所得約為290萬9000日元，高於日本平均水準。和日本其他都市類似，農業生產只佔神戶市經濟活動中很小的比重。神戶市生產總值中農業產值僅佔約0.1%。與農業相對的是，工業生產佔神戶經濟活動總量的比重達18.5%，高於日本全國平均的17.8%，更大幅高於大都市的平均水準10.8%。服務業則是神戶經濟中比重最大的產業，其中又以零售業的產值最高。

### 農業
神戶市的農業屬於都市近郊型農業，生產規模較小且產品主要出售給是神戶市。神戶的主要農業區是市北部和西部地區，北部地區的主要農產品是大米，而西部地區則是葉菜和果菜類。神戶農產品中最為重要的是肉牛和乳牛，其次則是蔬菜和大米。神戶牛位列日本三大和牛之列，是高檔牛肉的代名詞。神戶的主要漁業活動為漁船漁業，市內有垂水、鹽屋、舞子三處漁港。

### 工業

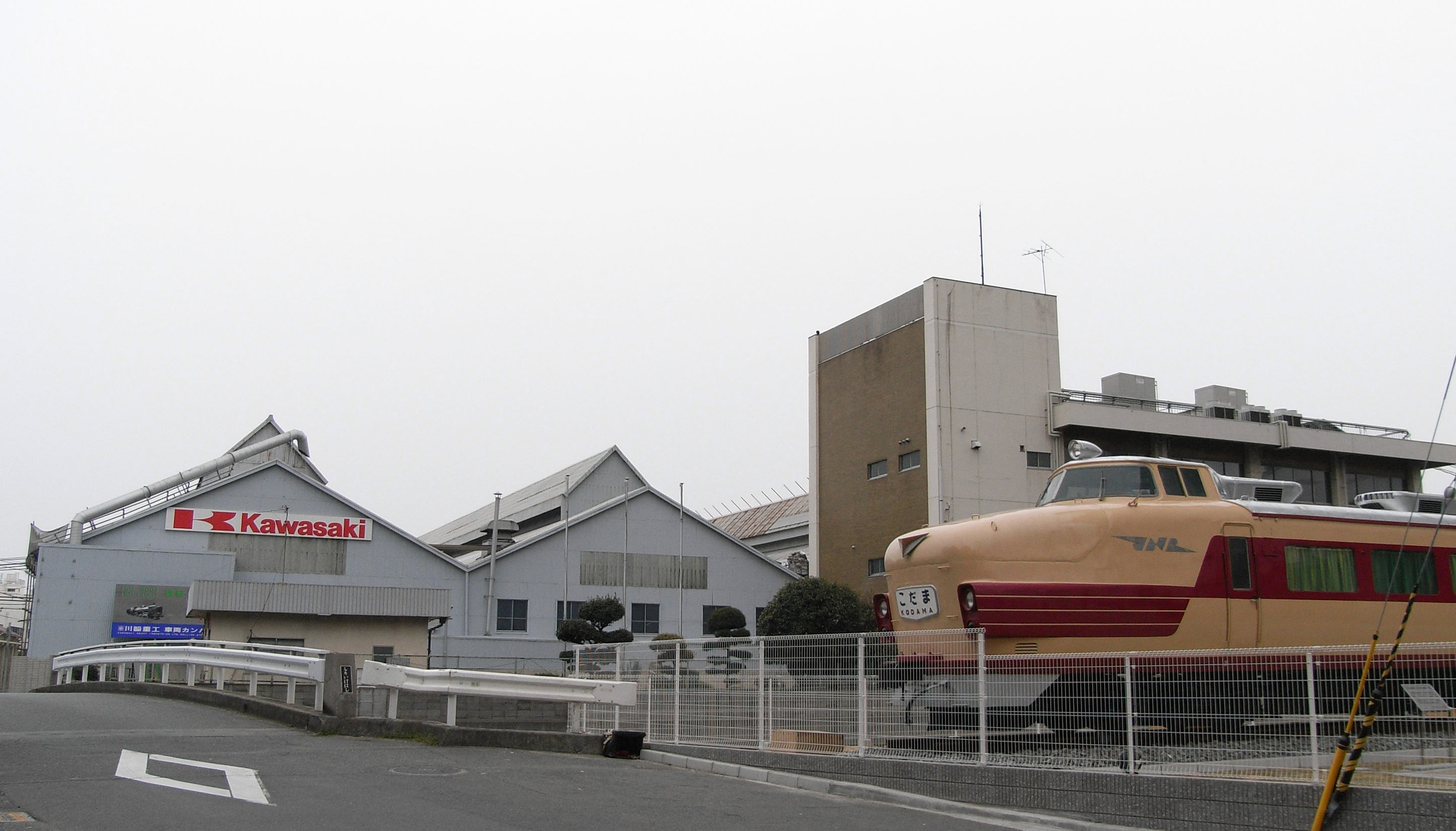
川崎重工兵庫工廠

在神戶開港之後，造船等港口相關產業即開始發展。2014年，神戶市工業品生產總值有28,318億日元。神戶戰前的主要工業是造船業和化學產業:233，戰後更發展為日本屈指可數的重工業都市。神戶的工業大多集中在沿海地區和內陸的西神工業園區，沿海地區的工業多以鋼鐵、機械等重工業為主，而西神工業園區則聚集了不少公司的研發中心和高科技企業。就生產總值來看，食品飲料、交通運輸機械、化學、鋼鐵等產業是神戶工業中的主要產業。神戶是日本最早接觸西洋服裝的城市之一，這使得服裝、製鞋、珍珠加工等時尚相關產業也在神戶工業中擁有重要地位。總部設在神戶的知名工業企業企業則有川崎重工業、神戶製鋼所、UCC上島咖啡等。也有寶潔等一些外資企業將其日本總部設在神戶。

### 服務業

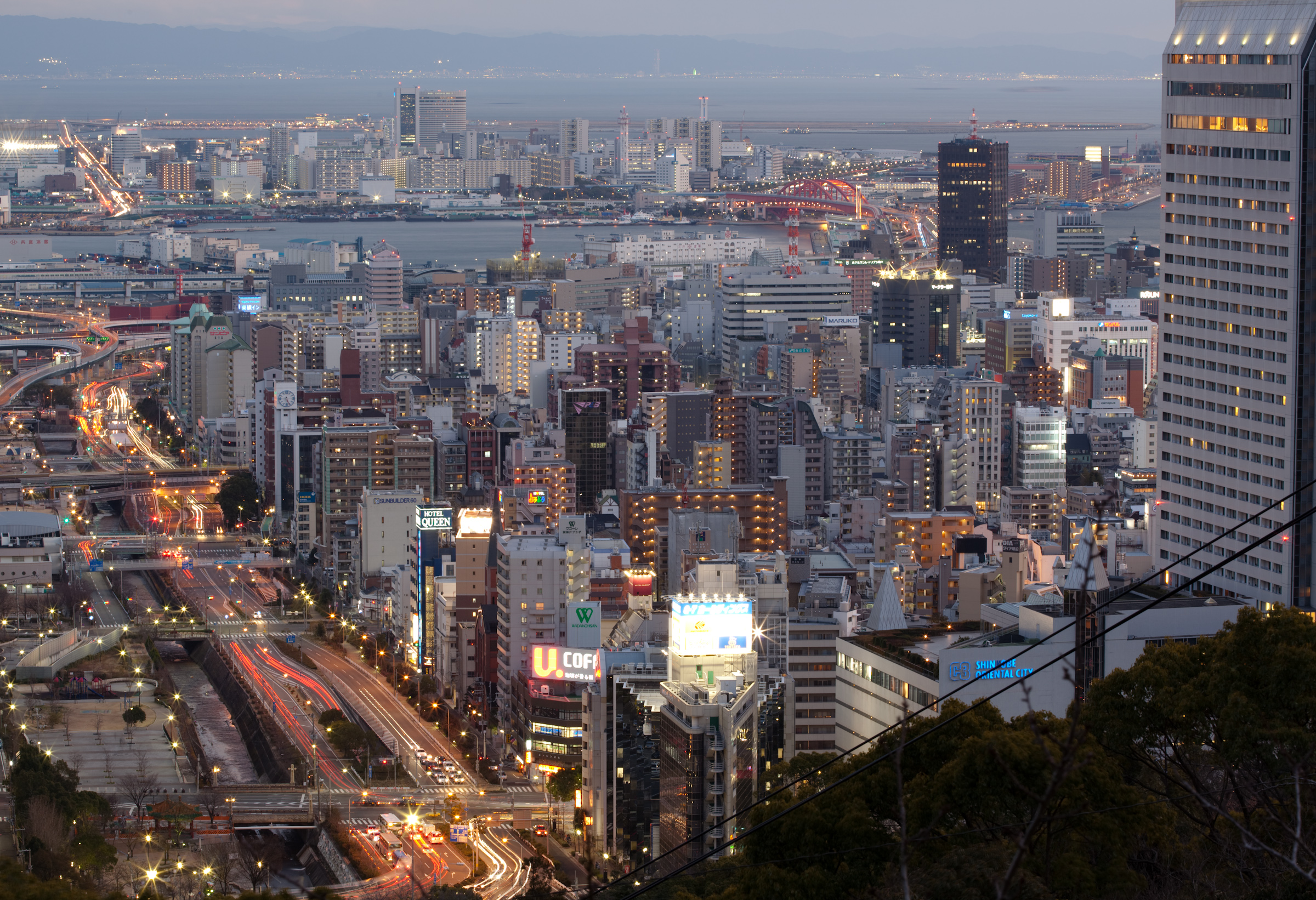
三宮是神戶市內最繁華的商業區

和日本其他大都市相同，服務業是神戶經濟最重要的產業。雖然和日本其他大都市相比，商業佔神戶市經濟總量的比例相對較低，然而神戶是日本兩大零售業巨頭大榮公司和COOP的發祥地:135。2014年，神戶市全年商品銷售額有48,503億日元。神戶主要的商業區則是位於三宮和元町之間的地區:123。港灣都市的傳統使得神戶的外貿和金融產業也頗為發達，如兼松和神榮就是總部設在神戶的綜合商社企業。而太陽神戶銀行則是当今日本三大都市銀行中三井住友銀行的前身之一。阪神大地震後，醫療產業成為神戶服務業中新的重要產業。日本政府更將神戶醫療產業都市構想列為國家級戰略特區，期待神戶能成為先端醫療產業中心並帶動科研等相關產業的發展。觀光產業也是神戶服務業的重要部分。2012年時，到訪神戶的遊客數已經超過3,200萬人。近年神戶更通過舉辦國際會議等方式試圖吸引更多遊客前往。飲食、賓館等觀光相關產業也在神戶經濟中有重要地位。

## 建築

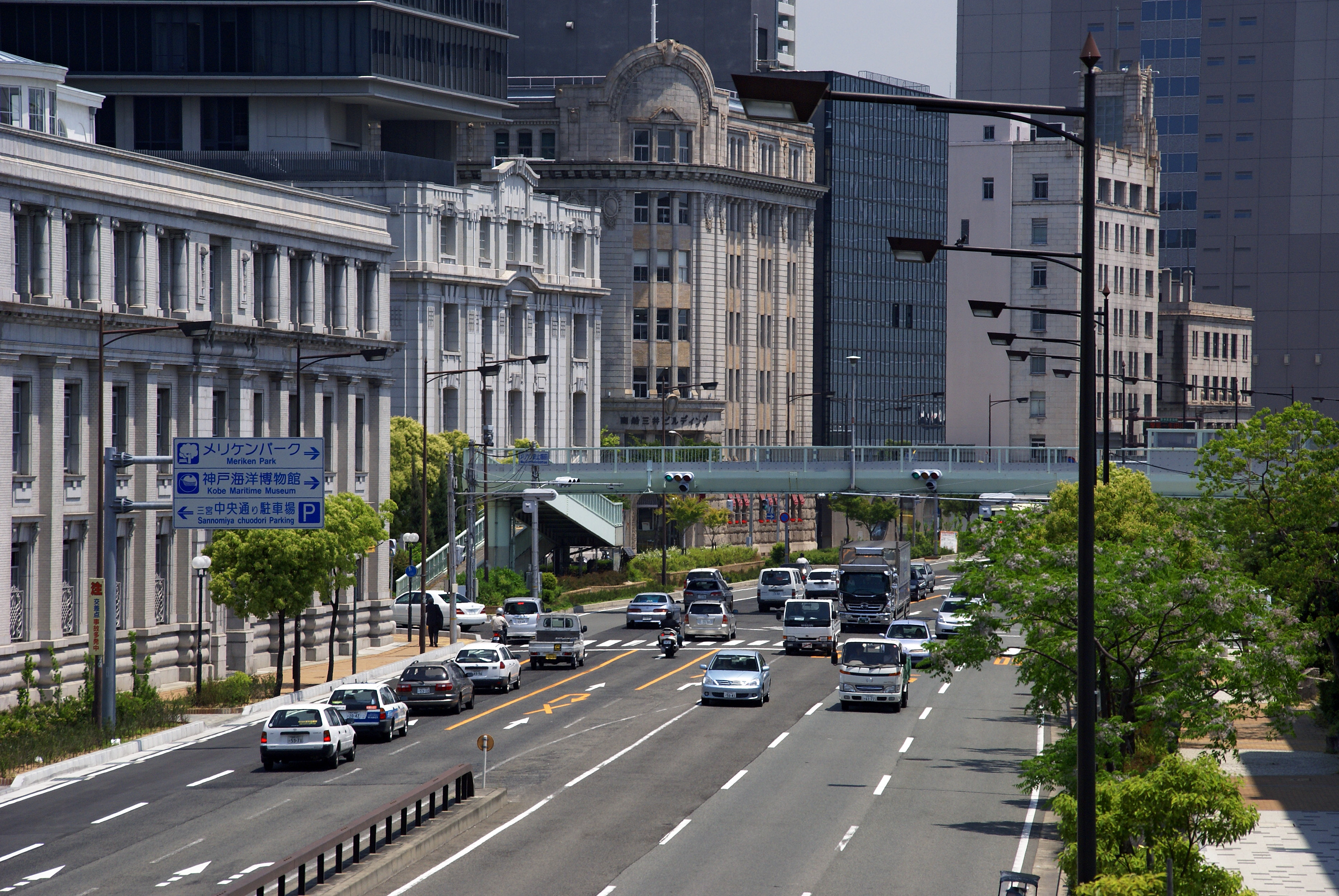
舊居留地新舊交雜的建築

神戶雖然是一座在近代興起的大都市，但市內也有頗具歷史價值的古建築。神戶市的傳統寺院和神社建築大多修築在室町時代，位置則多集中於北區和西區。其中如意寺和太山寺被指定為日本國寶和重要文化財。生田神社、湊川神社和長田神社並列為神戶三大神社，是神戶最具代表性的神社建築。然而神戶建築最引人注目的部分仍是近代西洋式建築。神戶的近代西洋建築大多集中在北野地區和舊居留地地區。北野町山本通因其位居山麓的優雅環境吸引眾多外國人在此居住，是神戶開港初期外國人高檔住宅最集中的地區，而這些西洋式建築被統稱為異人館。北野地區的代表性洋館建築包括了風見雞館、舊漢森邸、魚鱗之家（うろこの館）、舊夏普住宅等。和北野的洋式建築多為住宅相對，舊居留地的洋式建築則多為大型的商用建築。舊居留地的主要近代建築包括了神戶市立博物館、舊神戶居留地15號館等。在20世紀前期，隨著阪神間摩登時代的到來，在神戶的東部也修建了不少日本人居住的高檔洋式住宅。現在神戶市指定了16座建築物為景觀形成重要建築物，對其進行特別保護。而北野町山本通地區被指定為日本的重要傳統建造物群保存地區，除了保護具高度價值的歷史建築之外，也通過法律對整個地區的都市景觀進行管理。戰後神戶則修建了眾多高層建築和現代主義建築。日本知名建築家安藤忠雄在神戶設計了不少作品，代表作有兵庫縣立美術館。也有一些近代建築在戰後經過改建，形成新舊結合的外觀，如神戶地方法院和海岸大樓等建築。

## 文化

### 方言
神戶方言和大阪方言、京言葉並為關西地區具代表性的方言，然而由於神戶方言和其他關西方言差異頗大，因此也有觀點認為神戶方言應劃至播州方言:127-131。神戶方言有使用敬語體系（使用來表示尊敬之意，而大阪則多使用），區分進行態和完成態等特點。較為知名的神戶方言有（意為「知道」）、（意為北方，意為南方）等:82-85。

### 文學
神户在《源氏物語》:88-91、《枕草子》等日本古代文學作品中就已经出现。近代以後，獨特的異國風情使得许多作家選擇神戶作為文學作品的故事舞台。以神戶為故事舞台的文學作品有谷崎潤一郎的《貓和莊造和兩個女人》:91-93、《細雪》；野坂昭如的《螢火蟲之墓》；村上春樹的《挪威的森林》等。而文學也在神戶的戰後復興和震後復興中發揮了重要的作用。

### 藝術

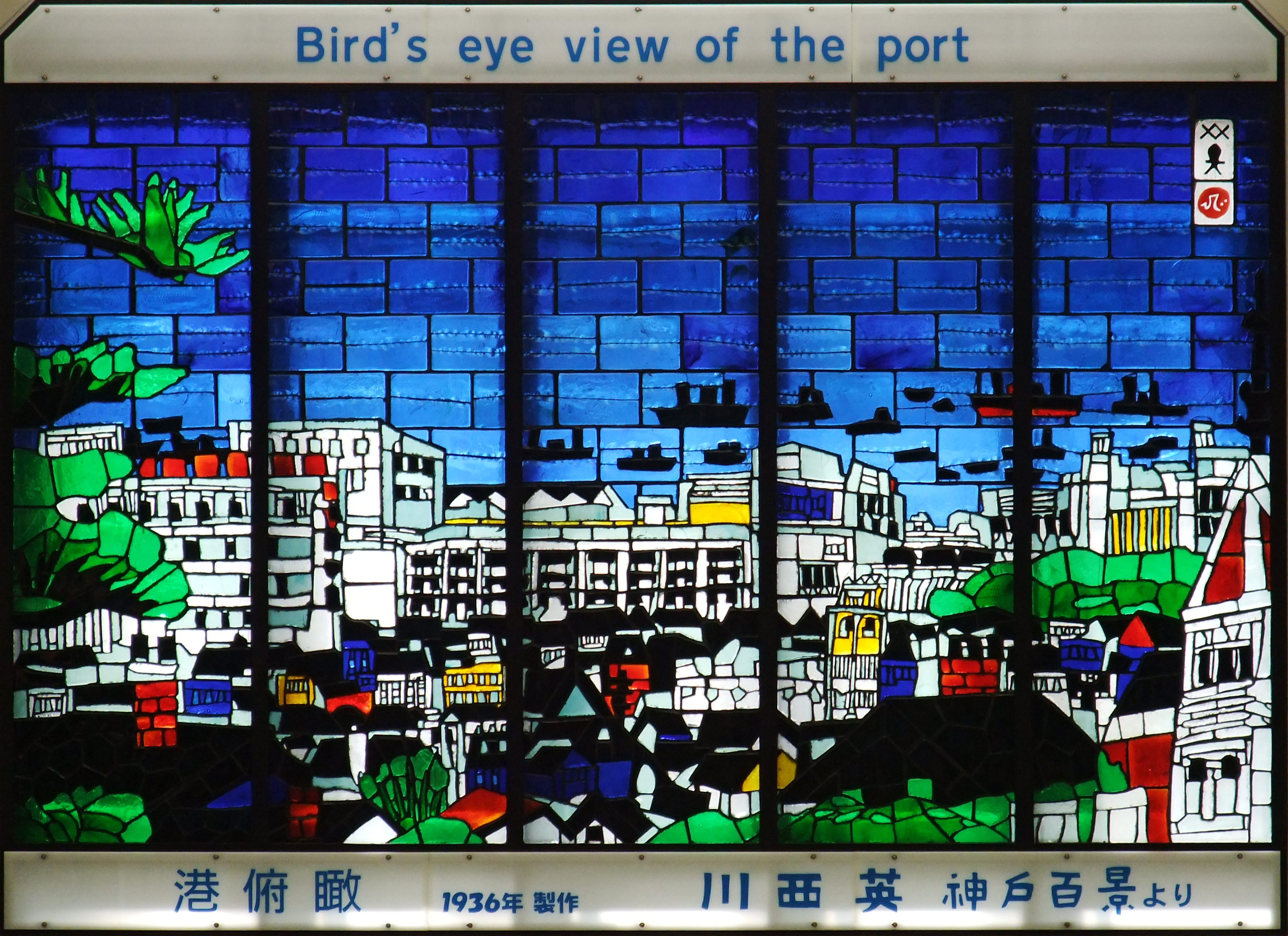
川西英製作的版畫系列「神戶百景」之「港俯瞰」

神戶是日本最早接觸近代西洋文明的城市之一，因此神戶的美術也充滿國際性和開放的特質。二戰之後，神戶的洋畫家創建了神戶洋畫會，在日本洋畫界有著重要地位。神戶出身的知名美術家有金山平三、川西英、小磯良平、新谷琇紀、菅井汲、妹尾河童、橋本關雪、西村元三朗等。還有旅居神戶，長期進行創作活動的中國藝術家巨匠王少飛。神戶市設立了神戶緣美術館，專門收藏神戶出身和於神戶有緣故的美術家的作品。神戶的表演藝術和音樂藝術也頗為發達。因神戶是日本爵士樂的發祥地，爵士樂在神戶音樂界有著特別重要的地位。神戶爵士街是日本最重要的爵士音樂節。神戶主要的表演藝術演出場館有神戶國際會館和神戶藝術中心等。

### 飲食
神戶的飲食文化受到外國的強烈影響，西餐和中餐在神戶的飲食文化中有重要的地位。神戶是日本最早普及肉食文化的都市之一，这不仅因为神戶比日本其他都市更早接受西餐文化，也和神戶是高檔牛肉品种神戶牛的產地有關。神戶中餐館最為聚集的地區是南京町。神戶的西洋糕點產業特別發達。自開港至二戰期間，有很多外國人糕點師聚集在神戶。神戶的糕點文化得以普及。现今神戶每年舉辦糕點製作大賽，眾多日本糕點企業的總部都設在神戶:52-55。神戶東部的東灘區和灘區是重要的日本酒產地。

### 媒體
神戶新聞創刊於1898年2月11日。2012年時，神戶新聞的日報發行量超過55萬份，晚報發行量則超過20萬份，是神戶市唯一的一份地方報紙。在阪神大地震期間，神戶新聞社的總部大樓全毀，然神戶新聞社仍借用京都新聞的設施堅持出版，並未休刊，並且在震後神戶新聞持續對阪神大地震給神戶帶來的變化進行追踪報導，成為日本報業界的佳話。神戶新聞的發行範圍包括了兵庫縣全縣，在神戶市及其近郊地區是市場佔有率第一的報紙。此外日本五大全國性報紙（讀賣、朝日、每日、日經、產經）也均有在神戶市發行。廣播在神戶文化中佔有重要地位。神戶是日本爵士樂的發祥地，而神戶的廣播電台在爵士樂文化流行的過程中發揮了重要的作用。關西廣播公司（當時的名稱是）在1952年的平安夜播出的特別節目中開放聽眾電話點播自己喜歡的歌曲，取得了巨大的成功，是日本首個開放電話點播的廣播節目:56-59。以神戶市為總部的電視台有兩家，分別是SUN電視台和NHK神戶放送局。SUN電視台開播於1969年5月1日，其播出範圍包括了兵庫縣和大阪府全境。SUN電視台是日本首家直播職業棒球比賽全場比賽的電視台，在體育賽事直播上享有一定評價。SUN電視台也是日本獨立電視台中自行製作節目比率較高的電視台。NHK神戶放送局的大樓雖因阪神大地震完全被毀，然在2005年完成重建。現在NHK神戶放送局主要製作面向兵庫縣內的新聞及各類節目。在電視的播出區域上，神戶市屬於近畿廣域圈，除了上述的兩家電視台之外，還可以收看到每日放送（MBS）、朝日放送（ABC）、關西電視台（KTV）、讀賣電視台（YTV）、大阪電視台（TVO，市內僅部分地區可以收看）的電視節目。
神戶是日本最早上映電影的都市之一，美利堅公園建有電影紀念碑，更顯出神戶在日本電影史擁有特別地位。新開地地區在過去電影院鱗次櫛比，是日本電影文化的一大中心。神戶市極為重視映像產業的發展，積極吸引電影和電視劇在神戶拍攝。在神戶拍攝的著名電影包括了櫻花戀、鐵金剛勇破火箭嶺、華麗一族、黑雨、寅次郎的故事 寅次郎紅之花、哥吉拉 最後戰役、梦比优斯奥特曼&奥特兄弟、新宿事件、極惡非道、殺戮都市、挪威的森林和阪急電車 單程15分鐘的奇蹟等作品:65-79。神戶每年還舉辦新開地電影節等電影文化活動。

### 體育

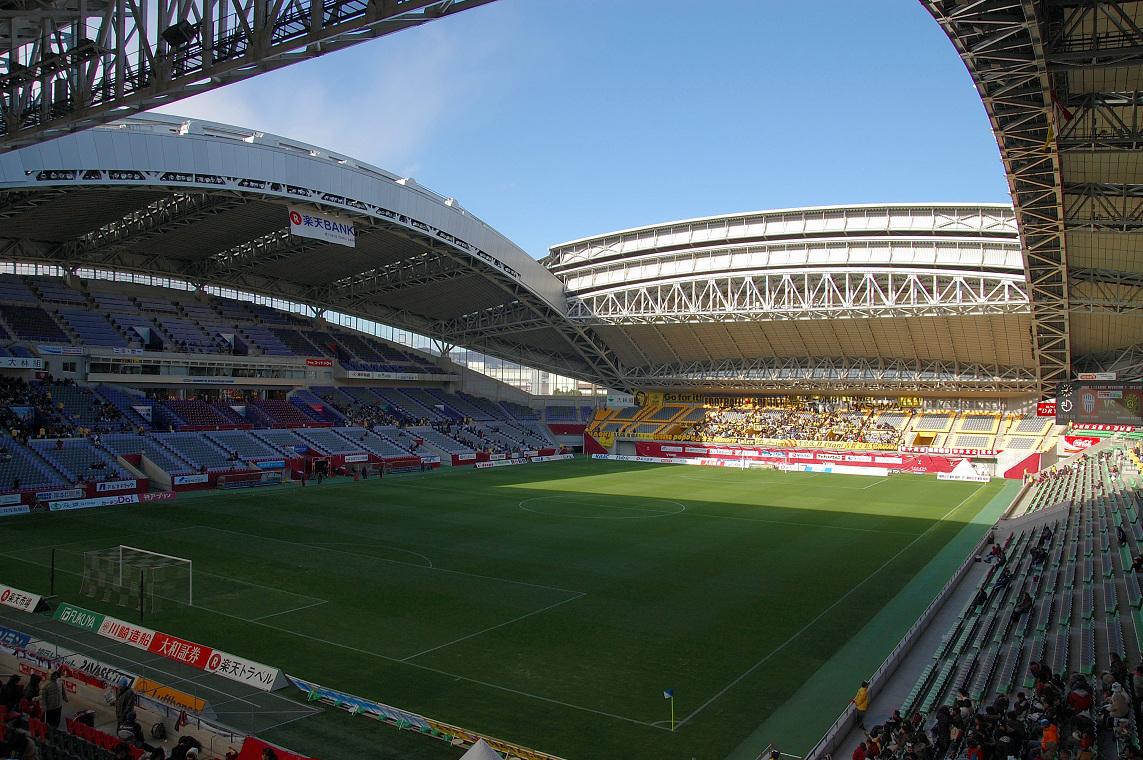
御崎公園球技場

神戶最受歡迎的職業體育運動是棒球和足球。雖然並無職業棒球球隊將其主場設在神戶市內，然而關西的兩大職業棒球球隊阪神虎和歐力士野牛均和神戶市有密切的關係。其中歐力士野牛更在1991年至2004年期間將主場設在神戶。現在神戶綜合運動公園棒球場也仍是歐力士野牛的主場球場之一，每年均有數場職棒賽事在這裡舉行。神戶勝利船是神戶唯一的男子職業足球隊，現在參加J聯賽的賽事。INAC神戶雌獅是日本女子職業足壇的豪強，曾多次獲得日本女足聯賽的冠軍。兩家球隊的主場都設在御崎公園球技場。神戶也曾多次舉辦國際體育賽事，其中最為著名的當屬1985年世界大學生運動會和2002年世界盃足球賽。御崎公園球技場就是為承辦2002年世界盃而興建，在這裡舉辦了3場世界盃的賽事。神戶市每年均舉辦神戶馬拉松等普通市民也能參加的體育活動。

## 教育

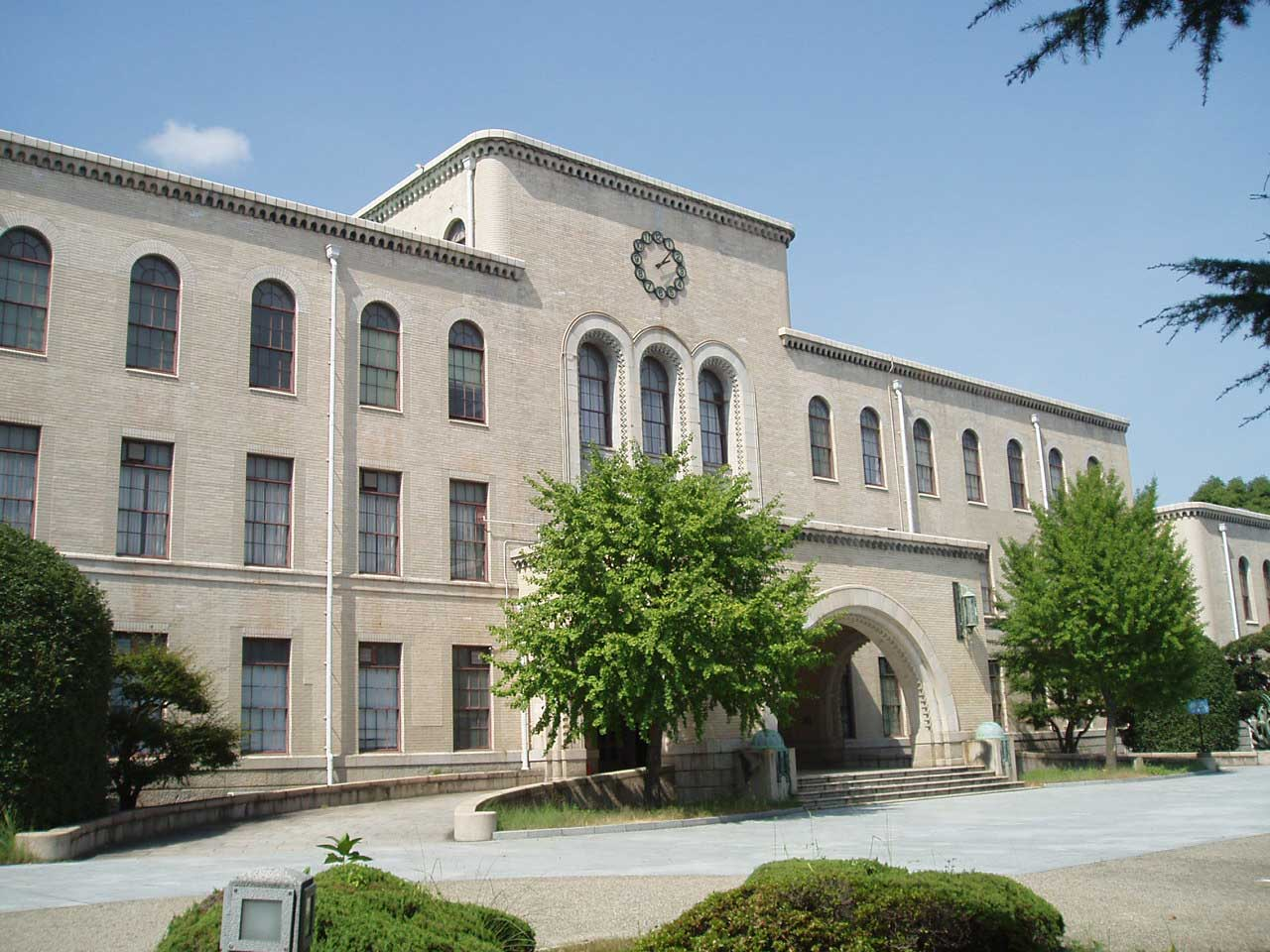
神戶大學六甲台本館

神戶市的教育水準發達。2012年時，神戶市內有150所幼稚園、172所小學、102所初中、56所高中和20所大學。神戶的大學中以神戶大學的教學和研究水準最高。神戶大學創建於1949年，系由神戶經濟大學、姬路高等學校、神戶工業專門學校和兵庫師範學校等學校合併創建。現在的神戶大學已經發展為擁有11個學院，超過16,000人學生和3,000人教職員的大型綜合性大學。在科研成果方面，神戶大學是日本除了舊帝國大學之外最頂尖的大學之一。2012年諾貝爾醫學或生理學獎得主山中伸彌就畢業於神戶大學。神戶大學的研究團隊也在希格斯玻色子的研究中做出了重要貢獻。神戶的私立大學中則是以創立於1919年的甲南大學規模最大。除了這兩所大學之外，神戶規模較大的大學還有兵庫縣立大學和神戶市外國語大學等。為了促進各大學之間的學術交流並對地域振興做出貢獻，神戶市和西宮市的部分大學在2006年設立了兵庫神戶大學聯盟（大学コンソーシアムひょうご神戸），加盟校的學生可聽講其他加盟校的課程並取得學分。神戶市也是日本科研界的重鎮。包括理化學研究所計算科學研究機構在內的一些科研機構和日本的超級電腦京就位於神戶。

## 觀光

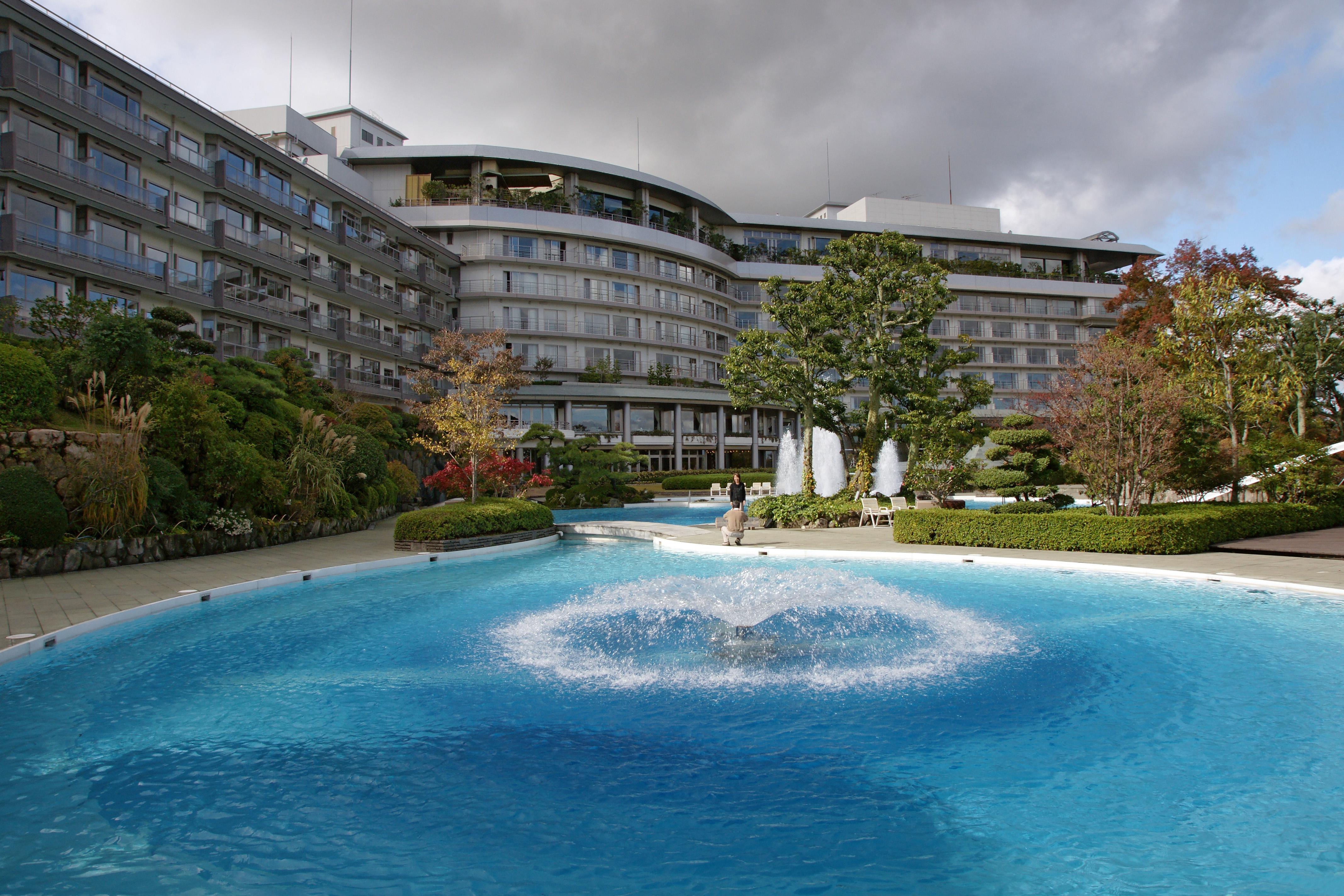
有馬溫泉是日本最早得到開發的溫泉度假地

神戶是日本重要的觀光都市。六甲山的自然景觀和有馬溫泉度假區、充滿異國風情的市區、港灣景觀是神戶最重要的觀光資源。六甲山雖位於都市近郊，卻保有豐富的自然景觀。早在開港初期，歐美人就在這裡修建別莊和高爾夫球場，開始將六甲山建設為日本最早的都市近郊型度假地。六甲山還是日本近代登山運動的發祥地。今日的六甲山也仍然是深受神戶市民喜愛的郊遊地和賞楓勝地。而位於六甲山地北側的有馬溫泉是日本三大溫泉之一，也是日本最早得到開發的溫泉療養地，在古代就有眾多達官貴人和文人墨客到訪這裡:131-140。今日的有馬溫泉亦憑藉其靠近大都市圈的優越地理位置吸引眾多遊客到訪。2012年時，有馬溫泉的遊客數達到152萬人。神戶市內最能體驗異國風情的地區則是集中眾多西洋建築的北野町山本通、舊居留地，以及唐人街南京町。北野町山本通的異人館中，以風見雞館最為聞名，其屋頂的雞型風向標現在已經成為神戶的象徵:162-165。雖然阪神大地震使得北野的不少異人館嚴重毀壞，然而受損的建築之後大多按照原樣忠實重建。北野的一些洋館現在更被改建為餐廳或者咖啡廳，成為熱門的觀光景點。南京町則和橫濱中華街、長崎新地中華街並列日本三大中華街之一。在神戶開港之初，因清朝並未和日本締結條約，使得中國人無法居住在居留地內而多聚居在靠近居留地的南京町。南京町聚集了眾多中餐館，並且在春節等中國傳統節日舉辦節慶活動。神戶港灣區、美利堅公園、神戶港塔和神戶海洋博物館則是神戶港一帶地區最著名的旅遊景點。神戶港灣區是神戶重要的都市更新區域之一，倉庫等部分昔日港口設施現在也改建為觀光景點，使得昔日的工業區呈現出完全不同於過往的氣氛，成為港灣都市神戶獨具特色的旅遊資源。美利堅公園緊鄰神戶港灣區，內有魚舞、繡球花之鐘（オルタンシアの鐘）等雕塑和電影紀念碑、移民紀念碑等象徵性紀念物。公園東側的部分地區在阪神淡路大地震之後並未重建而是保留原貌，是記錄地震的重要記憶遺產。神戶港塔和神戶海洋博物館位於神戶港灣區和美利堅公園之間，兩座建築均因其獨特的外形成為神戶的地標。

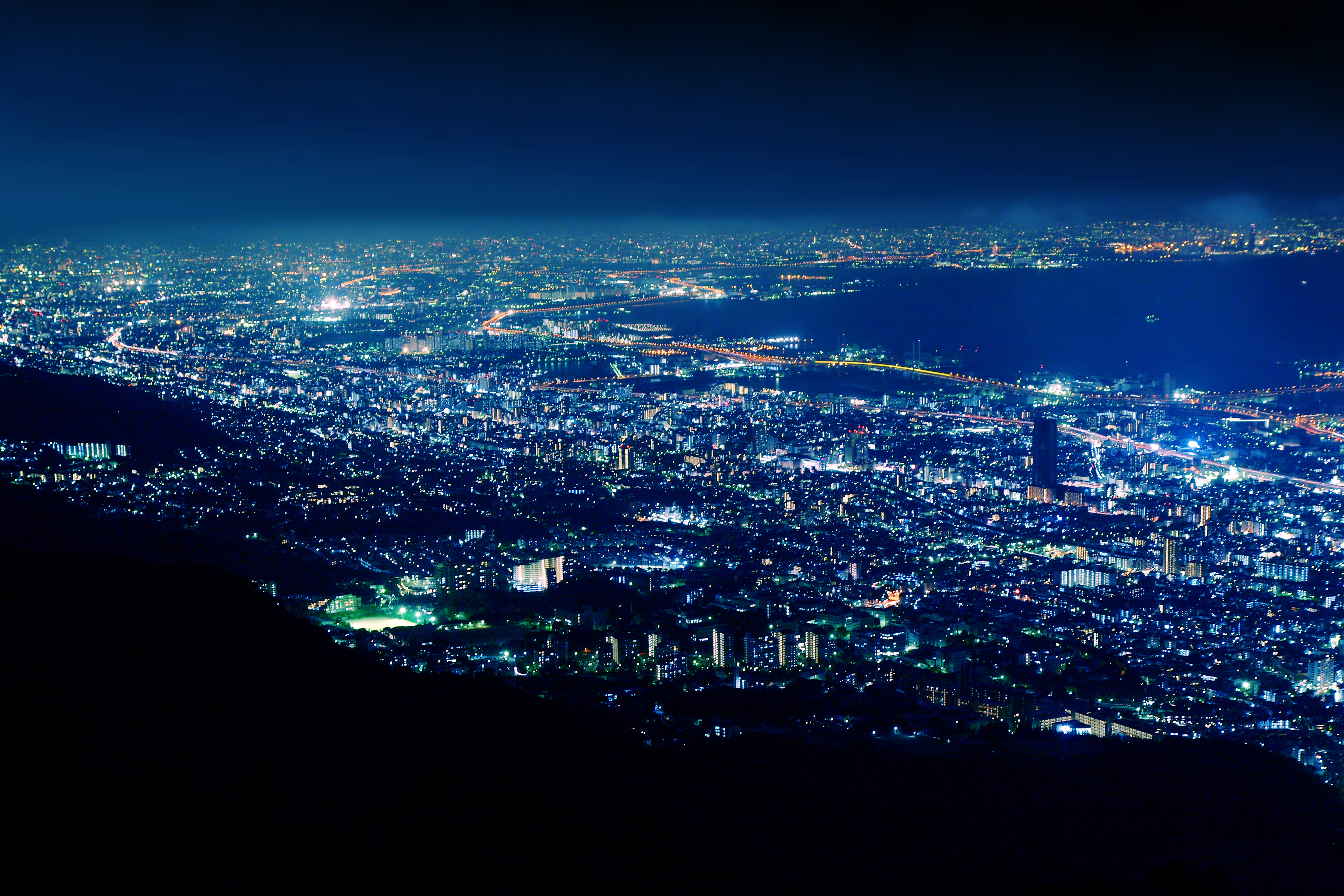
自摩耶山掬星台看到的神戶夜景

神戶的夜景被譽為千萬美元的夜景，和函館市及長崎市的夜景並列為日本三大夜景之一。神戶主要的觀賞夜景的場所包括了維納斯橋、布引香草園、六甲山天覧台、摩耶山掬星台、美利堅公園等。其中又以摩耶山掬星台可看到遠至大阪平原的夜景，觀賞範圍最大而在神戶諸多夜景觀賞地中名聲最高。神戶Luminarie是日本最為著名的照明藝術活動，自1995年起在每年12月份舉行，其舉辦目的是為了追悼阪神大地震中的犧牲者和祈禱神戶的復興。神戶市內還有眾多博物館和美術館，其中較為知名的有神戶市立博物館、神戶文學館、有馬玩具博物館、有馬郵票文化博物館、神戶時尚美術館、兵庫縣立美術館、魚鱗之家美術館、孫文紀念館、UCC咖啡博物館等。

## 交通

### 道路交通
有三條高速公路途徑神戶市，包括自愛知縣名古屋市出發，終點為神戶的新名神高速道路；自大阪府吹田市出發至山口縣下關市的中國自動車道；以神戶市為起點至山口縣下關市的高速道路山陽自動車道。在其他公路方面，神戶淡路鳴門自動車道是連接神戶和淡路島及四國的重要交通方式，明石海峽大橋也是這條公路的一部份；神戶市內還有國道2號、國道28號、國道43號、國道174號等國道和阪神高速道路等縣道經過。在市內道路方面，由於神戶市東西地形狹長，因此神戶市的幹線道路中以山手幹線、中央幹線和濱手幹線三條東西方向的幹線道路最為重要，是神戶市交通的大動脈。在南北方向的道路方面，則大致形成了以500米為間隔的格子狀路網。神戶市還修建了眾多自市中心出發至市域西北部新市鎮的放射狀道路。

#### 巴士
神戶市巴士是神戶市中心地區的主要交通方式之一，由神戶市交通局運營。神戶市巴士的票價分為「普通區」和「近郊區」兩大系統。在普通區內乘車時，票價統一為210日元（兒童為110日元）；若乘車至近郊區時，則需要另外加付票款。現在神戶市巴士共有92條路線，518輛車輛運行，絕大多數巴士車輛均採用白色和綠色的塗裝。除了神戶市巴士外，還有山陽巴士、神姬巴士、阪急巴士等其他公司的巴士在神戶市運行。神戶市內亦有主要供觀光客乘坐的環行巴士。

### 鐵路
神戶市內鐵路網發達。在長距離鐵路交通方面，山陽新幹線途徑神戶市，並在神戶市內有新神戶站，是眾多觀光客和商務人士前往神戶的重要交通方式。在通勤鐵路和短距離鐵路交通方面，神戶市內的鐵路路線以JR神戶線、阪急神戶本線和阪神本線這三條連接神戶和大阪的鐵路路線最為重要。三條路線中，阪神本線位置最靠近海岸，沿線人口最多但彎道亦多；阪急神戶本線則位處內陸，雖沿線人口相對較少但路線的線形多為直線因此較易實現高速運行，而JR神戶線的位置則位於阪神本線和阪急神戶本線的中間。三家鐵路公司為了爭奪乘客曾長期展開極為激烈的競爭:11。而三條鐵路線聚集的三宮車站也成為神戶最為重要的車站。除了這三條路線之外，神戶市內主要的鐵路線路還有前往兵庫縣西部姬路市及山陽地方方向的JR西日本的山陽本線；由阪急神戶高速線、阪神神戶高速線和神戶電鐵神戶高速線三條路線共同組成的神戶高速線；連接神戶市和姬路市的山陽電氣鐵道本線；連接神戶市中心和六甲山北麓神戶市郊，由神戶電鐵運營的有馬線、三田線、粟生線；由JR西日本營運、連接海邊重工業地帶的和田岬線；由北神急行電鐵公司運營的北神線。神戶新交通運行有兩條旅客捷運系統路線——港灣人工島線和六甲人工島線，其中港灣人工島線更是世界上首條無人駕駛的捷運路線。神戶市內有兩條地鐵線路，分別是神戶市營地下鐵西神-山手線和神戶市營地鐵海岸線，均由神戶市交通局運營。六甲山的山地地形使得神戶市內有多處纜索鐵路和索道，包括了六甲纜索鐵路、摩耶纜索鐵路、六甲有馬索道、摩耶索道、神戶布引索道、須磨浦索道。

### 海運

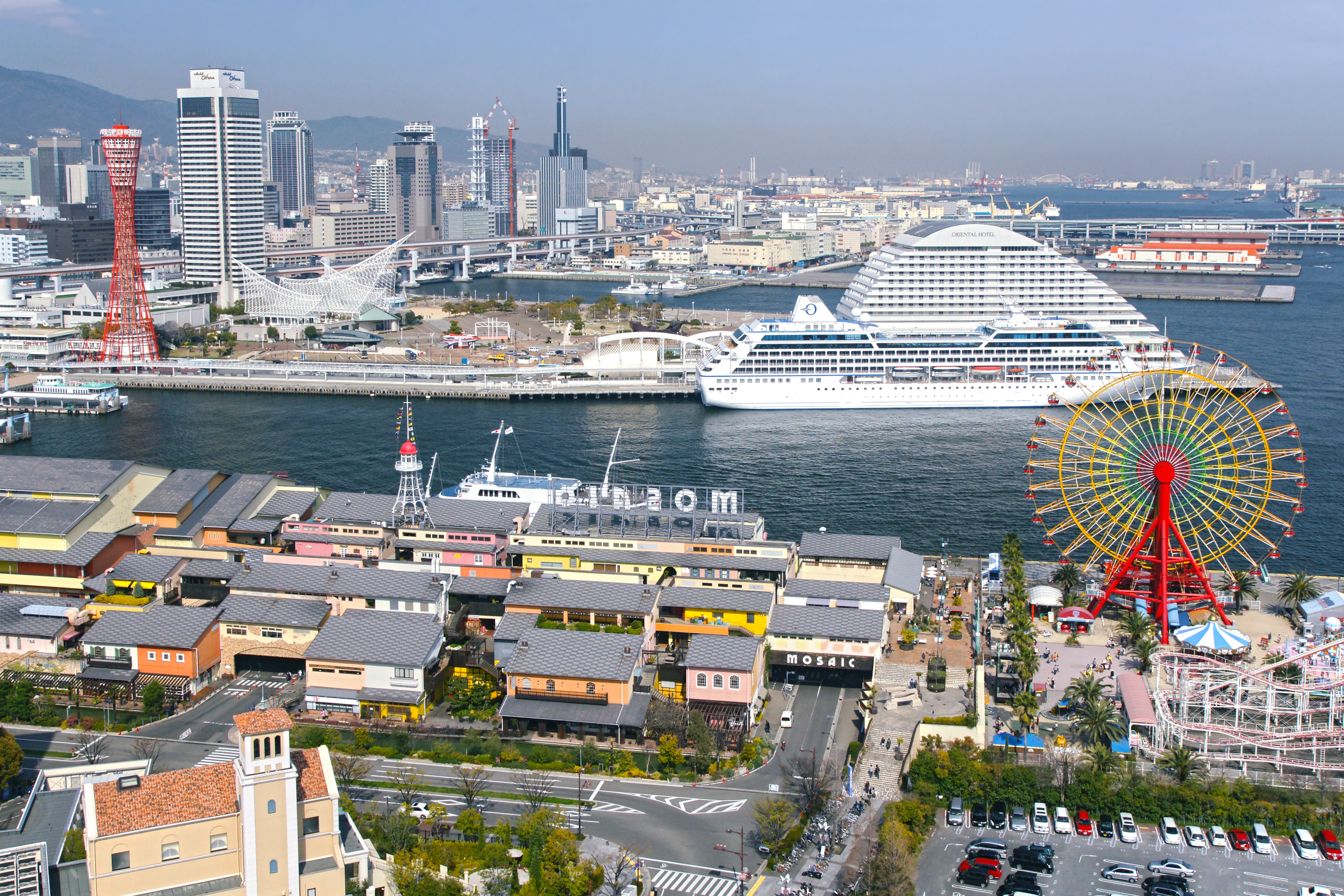
神戶港景觀

神戶的歷史和神戶港的發展有著密不可分的關係。神戶港的歷史可追溯至奈良時代的大輪田泊。自鎌倉時代之後，大輪田泊改稱兵庫津。在室町時代，兵庫津作為日明貿易的據點曾是一座國際港口。然而由於日本在江戶時代實施鎖國政策，兵庫津轉變為國內港口，但仍然擁有重要的地位:243。神戶港在1868年開港之後再次發展為國際港口:48-51。在明治和大正時期，神戶港就已經多次實施築港工程。1919年時，日本的貿易額中有34%的都是經由神戶港進行:243。戰前的神戶港是日本最大的港口，進口和出口的商品也隨著日本經濟的發展日趨多樣化。當時亦有眾多海運企業將總部設在神戶。神戶港在二戰期間嚴重受損，戰後神戶港雖然很快就開始復興，然其日本第一大港的地位在1960年代被橫濱港取代:244。雖說如此，神戶港在戰後仍取得了巨大的發展。1967年，神戶港的摩耶碼頭建設了日本首個貨櫃碼頭。在1970年代時，神戶港曾是世界上規模最大的貨櫃港。然而在1980年代中期之後，隨著新加坡港等東亞其他港口的迅速崛起，加上阪神大地震給港口設施帶來嚴重打擊，神戶港的地位出現下降。為了重振神戶港的競爭力，日本政府將神戶港和其鄰近的大阪港合併指定為超級中樞港灣及國際貨櫃戰略港灣。希冀能通過降低港口使用費、擴充港口設施等方法提振神戶港的競爭力。神戶港不僅是貨運港，也是日本重要的客運港。神戶港建有日本最大的客船用碼頭，有眾多大型郵輪停靠神戶港。神戶港亦開通有前往上海等地的定期客船航線。近年神戶市將神戶港的西半部地區劃為親水區域，期望能開發觀光和文化等新的港口價值並讓神戶港成為更易被市民和觀光客所親近的港灣。

### 空運
神戶市唯一的機場為神戶機場，開業於2006年，坐落於港灣人工島南面海域的人工島上，是日本第三座市營機場，並名列關西三機場之一。其機場代碼是UKB，擁有一條長2,500米的跑道。場區距離市中心的距離較近，在三宮可乘坐港灣人工島線直達機場，與同在大阪灣內的關西國際機場亦有高速渡船相通。其以營運國內航線為主，通航札幌（新千歲）、仙台、茨城、東京（羽田）、長崎、鹿兒島、那霸等地，同時設有國際航線對應的邊境管制設施。

## 國際交往
神戶是日本最早開港的城市，這也令神戶成為擁有濃郁國際色彩的都市。神戶市舉辦過多次大型國際會議和國際體育賽事。2012年，神戶共舉辦了92次國際會議，在日本城市中位居前列。一些國際組織還在神戶開設有分支機構，包括了世界衛生組織、聯合國國際防災戰略事務局、聯合國人道事務協調廳。在1960年代之前，曾有17個國家在神戶設有總領事館。現在韓國和巴拿馬則在神戶設有總領事館。哥斯達黎加、挪威、巴拉圭、孟加拉國在神戶設有名譽總領事館。以色列、哥倫比亞、剛果民主共和國、聖馬力諾、牙買加、瑞典、捷克、巴西、洪都拉斯、葡萄牙、緬甸則在神戶設有名譽領事館。

### 姊妹、友好、親善協力都市
神戶市和以下都市是姊妹都市、友好都市及親善協力都市：
| 國家           | 城市                                   | 締結日期       | 備註         |
| -------------- | -------------------------------------- | -------------- | ------------ |
| 美国           | 西雅圖（華盛頓州）                     | 1957年10月21日 | 姊妹都市     |
| 法國           | 馬賽（普羅旺斯-阿爾卑斯-蔚藍海岸大區） | 1961年7月2日   | 姊妹都市     |
| 巴西           | 里約熱內盧（里約熱內盧州）             | 1969年5月19日  | 姊妹都市     |
| 拉脫維亞       | 里加                                   | 1974年6月18日  | 姊妹都市     |
|                | 布里斯班（昆士蘭州）                   | 1985年7月16日  | 姊妹都市     |
| 西班牙         | 巴塞羅那（加泰羅尼亞）                 | 1993年4月6日   | 姊妹都市     |
|                | 仁川廣域市                             | 2010年4月6日   | 姊妹都市     |
| 美国           | 費城（賓夕法尼亞州）                   | 1986年10月17日 | 親善協力都市 |
|                | 大邱廣域市                             | 2010年7月23日  | 親善協力都市 |
| 中华人民共和国 | 天津市                                 | 1973年6月24日  | 友好都市     |

## 註解
1. ↑  設立當時的名稱是湊西區，在1933年1月1日改稱為兵庫區[85]。
2. ↑  其前身是林田區，設立於1896年4月1日[86]。
3. ↑  姊妹都市和友好都市是指因神戶市和對方城市之間擁有國際港灣都市等類似特徵，在各領域之間均有交流的合作形態。而神戶市和親善協力都市之間的交流則集中在部分特定領域[33]。

### 引用
1. ↑  . .   [2013-11-24]. （原始内容存档于2013-12-03） （日语）.
2. ↑  . .   [2013-12-21]. （原始内容存档于2013-02-09） （日语）.
3. ↑   (PDF). .   [2013-11-19]. （原始内容 (PDF)存档于2013-01-21） （日语）.
4. ↑  . .   [2013-12-22]. （原始内容存档于2015-03-08） （日语）.
5. 1 2 3  . .   [2013-12-21]. （原始内容存档于2014-01-04） （日语）.
6. ↑   (PDF). .   [2013-12-21]. （原始内容 (PDF)存档于2014-01-04） （日语）.
7. ↑  . .   [2013-12-21]. （原始内容存档于2014-01-04） （日语）.
8. 1 2   (PDF). .   [2013-12-21]. （原始内容 (PDF)存档于2013-11-07） （日语）.
9. ↑  . Forbes.   [2013-12-21]. （原始内容存档于2013-12-25）.（英文）
10. ↑  . .   [2013-12-21]. （原始内容存档于2014-01-04） （日语）.
11. ↑  . .   [2013-12-21]. （原始内容存档于2014-01-04） （日语）.
12. ↑   (PDF). .   [2013-12-21]. （原始内容 (PDF)存档于2013-02-04） （日语）.
13. ↑  . .   [2013-12-21]. （原始内容存档于2014-01-04） （日语）.
14. ↑   (PDF). .   [2013-12-21] （日语）.
15. ↑  . .   [2013-12-21]. （原始内容存档于2014-01-03） （日语）.
16. ↑  . .   [2013-12-21]. （原始内容存档于2014-01-04） （日语）.
17. ↑  . .   [2013-12-21]. （原始内容存档于2013-01-05） （日语）.
18. ↑   (PDF). .   [2013-12-21]. （原始内容存档 (PDF)于2014-01-04） （日语）.
19. 1 2  . .   [2013-12-21]. （原始内容存档于2014-01-04） （日语）.
20. ↑  . All About.   [2013-12-21]. （原始内容存档于2014-01-04） （日语）.
21. ↑   (PDF). .   [2013-12-21]. （原始内容 (PDF)存档于2014-01-04） （日语）.
22. ↑  . .   [2013-12-21]. （原始内容存档于2014-04-05） （日语）.
23. ↑  . .   [2013-12-21]. （原始内容存档于2014-01-04） （日语）.
24. 1 2 3 4   (PDF). .   [2013-12-23]. （原始内容 (PDF)存档于2014-01-04） （日语）.
25. ↑   (PDF). .   [2013-12-23]. （原始内容 (PDF)存档于2014-01-04） （日语）.
26. ↑  . .   [2013-12-23]. （原始内容存档于2014-01-04） （日语）.
27. ↑   (PDF). .   [2013-12-23]. （原始内容存档 (PDF)于2014-01-04） （日语）.
28. ↑  . .   [2016-02-21]. （原始内容存档于2016-02-21） （日语）.
29. 1 2 3  . 神戶市政府. 2020-11-02  [2020-11-02]. （原始内容存档于2020-11-02） （日语）.
30. 1 2  .  . 東京都: . 2006. ISBN 978-4772230544 （日语）.
31. ↑  . .   [2013-12-23]. （原始内容存档于2014-01-04） （日语）.
32. ↑  . .   [2013-12-23]. （原始内容存档于2014-01-04） （日语）.
33. 1 2 3 4 5   (PDF). .   [2013-12-23]. （原始内容存档 (PDF)于2014-01-04） （日语）.
34. ↑  . .   [2013-12-24]. （原始内容存档于2014-01-04） （日语）.
35. ↑  . .   [2013-12-22]. （原始内容存档于2014-01-04） （日语）.
36. ↑  . .   [2013-12-22]. （原始内容存档于2013-12-19） （日语）.
37. 1 2  .  . 神戸市: . 2011. ISBN 978-4-343-00618-9 （日语）.
38. ↑  . .   [2013-12-22]. （原始内容存档于2014-01-04） （日语）.
39. ↑  . .   [2013-12-22]. （原始内容存档于2014-01-04） （日语）.
40. ↑  . .   [2013-12-22]. （原始内容存档于2014-01-04） （日语）.
41. ↑   (PDF). .   [2013-12-22]. （原始内容 (PDF)存档于2014-01-04） （日语）.
42. ↑  . .   [2013-12-22]. （原始内容存档于2013-02-16） （日语）.
43. ↑  . .   [2013-12-28]. （原始内容存档于2013-07-02） （日语）.
44. ↑  . .   [2013-12-22]. （原始内容存档于2014-01-04） （日语）.
45. ↑  . .   [2013-12-22]. （原始内容存档于2014-01-04） （日语）.
46. ↑  . .   [2013-12-22]. （原始内容存档于2014-01-04） （日语）.
47. ↑  .  . 東京都: . 1983. ISBN 9784470550197 （日语）.
48. ↑  . .   [2013-12-22]. （原始内容存档于2014-01-04） （日语）.
49. ↑  . .   [2013-12-22]. （原始内容存档于2014-01-04） （日语）.
50. ↑  .  . 神戸市: . 1996. ISBN 9784875214854 （日语）.
51. ↑  . .   [2013-12-22]. （原始内容存档于2013-10-20） （日语）.
52. 1 2  . .   [2013-12-22]. （原始内容存档于2013-12-13） （日语）.
53. ↑  . .   [2013-12-22]. （原始内容存档于2013-11-17） （日语）.
54. ↑  . .   [2013-12-28]. （原始内容存档于2012-05-10） （日语）.
55. ↑  . .   [2013-12-28]. （原始内容存档于2013-07-02） （日语）.
56. ↑  . .   [2013-12-22]. （原始内容存档于2014-01-04） （日语）.
57. ↑  . .   [2013-12-22]. （原始内容存档于2013-11-27） （日语）.
58. ↑   (PDF). .   [2013-12-22]. （原始内容 (PDF)存档于2014-01-04） （日语）.
59. ↑  . .   [2013-12-22]. （原始内容存档于2014-01-04） （日语）.
60. ↑  . .   [2013-12-22]. （原始内容存档于2013-02-18） （日语）.
61. ↑   (PDF). .   [2013-12-22]. （原始内容 (PDF)存档于2013-02-09） （日语）.
62. ↑  . .   [2013-12-22]. （原始内容存档于2013-10-05） （日语）.
63. ↑  . .   [2013-12-22]. （原始内容存档于2014-01-04） （日语）.
64. ↑  . .   [2013-12-22]. （原始内容存档于2013-10-05） （日语）.
65. ↑   (PDF). .   [2013-12-22]. （原始内容 (PDF)存档于2014-01-04） （日语）.
66. 1 2  . .   [2013-12-22]. （原始内容存档于2013-11-17） （日语）.
67. ↑  . .   [2013-12-22]. （原始内容存档于2014-01-04） （日语）.
68. ↑   (PDF). .   [2013-12-22]. （原始内容 (PDF)存档于2013-01-23） （日语）.
69. ↑  . .   [2013-12-22]. （原始内容存档于2013-06-19） （日语）.
70. ↑  . .   [2013-12-22]. （原始内容存档于2013-07-02） （日语）.
71. ↑  . .   [2013-12-22]. （原始内容存档于2014-01-04） （日语）.
72. ↑  . .   [2013-12-22]. （原始内容存档于2013-12-25） （日语）.
73. ↑  . .   [2013-12-22]. （原始内容存档于2014-01-04） （日语）.
74. ↑  . .   [2013-12-22]. （原始内容存档于2013-12-07） （日语）.
75. ↑  . .   [2013-12-22]. （原始内容存档于2010-11-07） （日语）.
76. ↑  . .   [2013-12-22]. （原始内容存档于2015-09-24） （日语）.
77. ↑  . .   [2013-12-22]. （原始内容存档于2014-01-04） （日语）.
78. ↑  . .   [2013-12-22]. （原始内容存档于2014-01-04） （日语）.
79. ↑  . .   [2013-12-22]. （原始内容存档于2014-01-04） （日语）.
80. ↑  . .   [2013-12-22]. （原始内容存档于2013-06-01） （日语）.
81. ↑  . .   [2013-12-23]. （原始内容存档于2013-12-18） （日语）.
82. ↑  . .   [2013-12-23]. （原始内容存档于2013-07-15） （日语）.
83. ↑  . .   [2013-12-22]. （原始内容存档于2014-01-04） （日语）.
84. 1 2 3  . .   [2013-12-24]. （原始内容存档于2013-10-31） （日语）.
85. ↑   (PDF). .   [2013-12-24]. （原始内容存档 (PDF)于2014-01-04） （日语）.
86. ↑  . .   [2013-12-24]. （原始内容存档于2014-01-04） （日语）.
87. ↑   (PDF). .   [2013-12-25]. （原始内容存档 (PDF)于2014-01-04） （日语）.
88. ↑   (PDF). .   [2013-12-25]. （原始内容存档 (PDF)于2014-01-04） （日语）.
89. ↑  . .   [2017-10-24]. （原始内容存档于2017-12-15） （日语）.
90. ↑  . .   [2021-11-01]. （原始内容存档于2021-11-01） （日语）.
91. ↑  . .   [2013-12-25]. （原始内容存档于2014-01-04） （日语）.
92. ↑  . .   [2013-12-25]. （原始内容存档于2014-01-04） （日语）.
93. ↑   (PDF). .   [2013-12-25]. （原始内容存档 (PDF)于2017-08-07） （日语）.
94. ↑  . .   [2013-12-25]. （原始内容存档于2013-10-30） （日语）.
95. ↑  . .   [2017-10-24]. （原始内容存档于2017-10-24） （日语）.
96. ↑  . .   [2021-11-01]. （原始内容存档于2021-11-01） （日语）.
97. ↑  . .   [2019-06-23]. （原始内容存档于2015-06-10） （日语）.
98. ↑  . .   [2013-12-28]. （原始内容存档于2014-01-04） （日语）.
99. ↑  . .   [2013-12-28]. （原始内容存档于2014-01-04） （日语）.
100. ↑  . .   [2013-12-25]. （原始内容存档于2014-01-04） （日语）.
101. ↑  . .   [2013-12-25]. （原始内容存档于2014-01-04） （日语）.
102. ↑  . .   [2013-12-25]. （原始内容存档于2014-01-04） （日语）.
103. ↑  . .   [2017-10-24]. （原始内容存档于2017-10-25） （日语）.
104. 1 2   (PDF). .   [2017-10-24]. （原始内容存档 (PDF)于2017-10-25） （日语）.
105. 1 2 3 4 5 6 7   (PDF). .   [2013-12-26]. （原始内容存档 (PDF)于2014-08-15） （日语）.
106. ↑   (PDF). .   [2013-12-26]. （原始内容 (PDF)存档于2014-01-04） （日语）.
107. ↑  . .   [2013-12-25]. （原始内容存档于2014-01-04） （日语）.
108. ↑  . .   [2013-12-25]. （原始内容存档于2013-05-26） （日语）.
109. 1 2 3 4  .  . 東京都: . 2006. ISBN 4-254-16768-7 （日语）.
110. ↑  . .   [2013-12-26]. （原始内容存档于2014-01-04） （日语）.
111. ↑  . .   [2013-12-26]. （原始内容存档于2014-01-04） （日语）.
112. ↑  . .   [2013-12-26]. （原始内容存档于2014-01-04） （日语）.
113. ↑  . P＆G Japan.   [2013-12-26]. （原始内容存档于2013-12-26） （日语）.
114. 1 2 3  .  . 東京都: . 1998. ISBN 4-532-14655-0 （日语）.
115. ↑  . 神戸市.   [2017-10-24]. （原始内容存档于2017-10-25） （日语）.
116. ↑  . .   [2013-12-27]. （原始内容存档于2013-12-27） （日语）.
117. ↑  . .   [2013-12-27]. （原始内容存档于2014-01-04） （日语）.
118. ↑  . .   [2013-12-27]. （原始内容存档于2013-12-29） （日语）.
119. ↑  . .   [2013-12-26]. （原始内容存档于2013-10-01） （日语）.
120. 1 2   (PDF). .   [2013-12-26]. （原始内容存档 (PDF)于2014-01-04） （日语）.
121. ↑  . .   [2013-12-27]. （原始内容存档于2014-01-04） （日语）.
122. ↑  . .   [2013-12-27]. （原始内容存档于2014-01-04） （日语）.
123. ↑  . .   [2013-12-27]. （原始内容存档于2015-03-09） （日语）.
124. ↑  . .   [2013-12-27]. （原始内容存档于2013-05-09） （日语）.
125. ↑  . .   [2013-12-27]. （原始内容存档于2014-01-04） （日语）.
126. ↑  . .   [2013-12-27]. （原始内容存档于2014-01-04） （日语）.
127. ↑  . .   [2013-12-27]. （原始内容存档于2014-01-04） （日语）.
128. ↑  . .   [2013-12-27]. （原始内容存档于2013-06-18） （日语）.
129. ↑  . .   [2013-12-27]. （原始内容存档于2014-01-04） （日语）.
130. ↑   (PDF). .   [2013-12-27]. （原始内容 (PDF)存档于2013-09-08） （日语）.
131. ↑  . .   [2013-12-27]. （原始内容存档于2014-01-04） （日语）.
132. ↑  . .   [2013-12-27]. （原始内容存档于2014-01-04） （日语）.
133. ↑  . .   [2013-12-27]. （原始内容存档于2014-01-04） （日语）.
134. ↑  . .   [2013-12-27]. （原始内容存档于2014-01-04） （日语）.
135. ↑  . .   [2013-12-27]. （原始内容存档于2014-01-04） （日语）.
136. ↑  .  . 神戸市: . 2006. ISBN 9784343003539 （日语）.
137. 1 2 3 4 5 6 7  .  . 岡山市: . 2012. ISBN 978-4-86429-111-8 （日语）.
138. ↑   (PDF). .   [2013-12-27]. （原始内容 (PDF)存档于2014-01-04） （日语）.
139. ↑  . .   [2013-12-27]. （原始内容存档于2013-12-08） （日语）.
140. ↑  . .   [2013-12-28]. （原始内容存档于2015-04-16） （日语）.
141. ↑  . .   [2013-12-28]. （原始内容存档于2013-11-02） （日语）.
142. ↑  . .   [2013-12-28]. （原始内容存档于2014-01-04） （日语）.
143. ↑  . .   [2013-12-28]. （原始内容存档于2014-01-04） （日语）.
144. ↑  . .   [2014-01-23]. （原始内容存档于2014-01-28） （日语）.
145. ↑  . .   [2014-01-23]. （原始内容存档于2014-02-02） （日语）.
146. ↑  . .   [2013-12-28]. （原始内容存档于2013-12-27） （日语）.
147. ↑  . .   [2020-08-27]. （原始内容存档于2020-05-02） （日语）.
148. 1 2  . .   [2013-12-28]. （原始内容存档于2014-01-04） （日语）.
149. ↑  . .   [2013-12-28]. （原始内容存档于2014-01-04） （日语）.
150. ↑   (PDF). .   [2013-12-28]. （原始内容存档 (PDF)于2013-05-12） （日语）.
151. 1 2  . .   [2013-12-28]. （原始内容存档于2013-07-07） （日语）.
152. ↑  . .   [2013-12-28]. （原始内容存档于2014-01-04） （日语）.
153. ↑  . .   [2013-12-28]. （原始内容存档于2013-07-07） （日语）.
154. ↑  . .   [2013-12-28]. （原始内容存档于2012-07-30） （日语）.
155. ↑  . .   [2013-12-28]. （原始内容存档于2014-01-04） （日语）.
156. ↑  . .   [2013-11-28]. （原始内容存档于2013-12-03） （日语）.
157. ↑  . .   [2013-12-28]. （原始内容存档于2014-01-04） （日语）.
158. ↑  . .   [2013-12-28]. （原始内容存档于2014-01-04） （日语）.
159. ↑   . .   [2013-12-28]. （原始内容存档于2014-01-04） （日语）.}
160. ↑  . .   [2013-12-28]. （原始内容存档于2014-01-04） （日语）.
161. ↑  . .   [2013-12-28]. （原始内容存档于2014-02-08） （日语）.
162. ↑  . .   [2013-12-28]. （原始内容存档于2014-01-18） （日语）.
163. ↑  . .   [2013-12-28]. （原始内容存档于2014-01-04） （日语）.
164. ↑  . .   [2013-12-28]. （原始内容存档于2013-11-19） （日语）.
165. ↑  . .   [2013-12-28]. （原始内容存档于2014-01-04） （日语）.
166. ↑   (PDF). .   [2013-12-28]. （原始内容 (PDF)存档于2014-01-04） （日语）.
167. ↑  . .   [2013-12-28]. （原始内容存档于2014-01-04） （日语）.
168. ↑  . .   [2013-12-28]. （原始内容存档于2014-01-04） （日语）.
169. ↑  . .   [2013-12-28]. （原始内容存档于2014-01-04） （日语）.
170. ↑  . .   [2013-12-28]. （原始内容存档于2014-01-04） （日语）.
171. ↑  . .   [2013-12-28]. （原始内容存档于2014-01-04） （日语）.
172. ↑  . .   [2013-12-28]. （原始内容存档于2014-01-04） （日语）.
173. ↑  . .   [2013-12-28]. （原始内容存档于2014-01-04） （日语）.
174. ↑  . .   [2013-12-30]. （原始内容存档于2014-01-04） （日语）.
175. ↑  . .   [2013-12-28]. （原始内容存档于2014-01-23） （日语）.
176. ↑  . .   [2013-12-28]. （原始内容存档于2014-01-04） （日语）.
177. ↑  . .   [2014-01-23]. （原始内容存档于2014-02-02） （日语）.
178. ↑  . .   [2013-12-28]. （原始内容存档于2013-11-25） （日语）.
179. ↑  . .   [2014-01-23]. （原始内容存档于2014-02-01） （日语）.
180. ↑  . .   [2014-01-23]. （原始内容存档于2014-02-01） （日语）.
181. ↑  . .   [2014-01-23]. （原始内容存档于2014-01-04） （日语）.
182. ↑  . .   [2014-01-23]. （原始内容存档于2013-07-17） （日语）.
183. ↑  . .   [2013-12-28]. （原始内容存档于2014-01-19） （日语）.
184. ↑  . .   [2013-12-28]. （原始内容存档于2014-01-04） （日语）.
185. ↑  . .   [2013-12-28]. （原始内容存档于2014-01-04） （日语）.
186. ↑  . .   [2014-01-23]. （原始内容存档于2013-12-18） （日语）.
187. ↑  . 有馬郵票文化博物館.   [2014-01-23]. （原始内容存档于2014-02-01） （日语）.
188. ↑  . .   [2013-12-28]. （原始内容存档于2014-01-04） （日语）.
189. ↑  . .   [2013-12-28]. （原始内容存档于2014-01-04） （日语）.
190. ↑  . .   [2013-12-28]. （原始内容存档于2014-01-04） （日语）.
191. ↑  . .   [2013-12-29]. （原始内容存档于2014-01-04） （日语）.
192. ↑  . .   [2013-12-29]. （原始内容存档于2014-01-04） （日语）.
193. ↑  . .   [2013-12-29]. （原始内容存档于2014-01-04） （日语）.
194. ↑  . .   [2013-12-29]. （原始内容存档于2014-10-18） （日语）.
195. ↑  . .   [2013-12-29]. （原始内容存档于2013-06-17） （日语）.
196. ↑  . .   [2013-12-29]. （原始内容存档于2014-01-04） （日语）.
197. ↑   (PDF). .   [2014-01-21]. （原始内容存档 (PDF)于2014-02-19） （日语）.
198. ↑   (PDF). .   [2014-01-21]. （原始内容存档 (PDF)于2014-02-19） （日语）.
199. ↑  . .   [2013-12-29]. （原始内容存档于2014-01-21） （日语）.
200. ↑  . .   [2013-12-29]. （原始内容存档于2014-01-04） （日语）.
201. ↑  . .   [2013-12-29]. （原始内容存档于2014-01-03） （日语）.
202. ↑  . .   [2014-01-21]. （原始内容存档于2014-02-03） （日语）.
203. ↑  . .   [2013-12-29]. （原始内容存档于2014-01-04） （日语）.
204. ↑  . .   [2013-12-29]. （原始内容存档于2014-01-05） （日语）.
205. ↑  . .   [2013-12-29]. （原始内容存档于2013-12-21） （日语）.
206. ↑  .  . 東京都: . 2010. ISBN 978-4-02-340142-6 （日语）.
207. ↑  . .   [2013-12-29]. （原始内容存档于2014-01-31） （日语）.
208. ↑  . .   [2013-12-29]. （原始内容存档于2013-12-06） （日语）.
209. ↑  . .   [2014-01-23]. （原始内容存档于2014-01-14） （日语）.
210. ↑  . .   [2014-01-23]. （原始内容存档于2013-08-08） （日语）.
211. ↑  . .   [2013-12-29]. （原始内容存档于2013-09-02） （日语）.
212. ↑  . .   [2013-12-29]. （原始内容存档于2014-01-04） （日语）.
213. ↑  . .   [2013-12-29]. （原始内容存档于2014-01-04） （日语）.
214. ↑  . .   [2013-12-29]. （原始内容存档于2013-12-31） （日语）.
215. ↑  . .   [2013-12-29]. （原始内容存档于2013-11-26） （日语）.
216. 1 2  . .   [2014-01-23]. （原始内容存档于2014-01-16） （日语）.
217. ↑  . .   [2014-01-23]. （原始内容存档于2014-02-27） （日语）.
218. ↑  . .   [2014-01-23]. （原始内容存档于2014-01-16） （日语）.
219. ↑  . .   [2014-01-23]. （原始内容存档于2014-02-01） （日语）.
220. ↑  .  . 神戸市: . 2013. ISBN 978-4-343-00603-5 （日语）.
221. ↑   (PDF). .   [2013-12-30]. （原始内容存档 (PDF)于2014-01-04） （日语）.
222. ↑  . .   [2013-12-29]. （原始内容存档于2014-01-04） （日语）.
223. ↑   (PDF). .   [2013-12-30]. （原始内容 (PDF)存档于2014-07-13） （日语）.
224. ↑   (PDF). .   [2013-12-30]. （原始内容 (PDF)存档于2014-01-04） （日语）.
225. ↑  . .   [2013-12-29]. （原始内容存档于2014-01-04） （日语）.
226. ↑  . .   [2013-12-29]. （原始内容存档于2014-01-04） （日语）.
227. ↑  . .   [2013-12-29]. （原始内容存档于2014-01-04） （日语）.
228. ↑  . .   [2013-12-29]. （原始内容存档于2014-01-04） （日语）.
229. ↑  . .   [2013-12-29]. （原始内容存档于2014-01-04） （日语）.
230. ↑   (PDF). .   [2013-12-30]. （原始内容存档 (PDF)于2014-01-04） （日语）.
231. ↑  . .   [2013-12-29]. （原始内容存档于2014-01-04） （日语）.
232. ↑  . .   [2013-12-29]. （原始内容存档于2014-01-04） （日语）.
233. ↑  . .   [2013-12-29]. （原始内容存档于2014-01-04） （日语）.
234. ↑   (PDF). JNTO.   [2013-12-30]. （原始内容存档 (PDF)于2013-12-28） （日语）.
235. ↑  . WHO.   [2013-12-30]. （原始内容存档于2014-01-01）.（英文）
236. ↑  . UNISDR.   [2013-12-30]. （原始内容存档于2014-01-04）.（英文）
237. ↑  . OCHA.   [2013-12-30]. （原始内容存档于2014-01-04） （日语）.
238. ↑  . .   [2013-12-30]. （原始内容存档于2014-01-04） （日语）.
239. ↑  . .   [2013-12-30]. （原始内容存档于2014-01-04） （日语）.
240. ↑  . .   [2013-12-30]. （原始内容存档于2013-12-08） （日语）.

### 書籍
- ISBN 978-4-254-16768-9.
- ISBN 978-4-7722-3054-4.
- ISBN 978-4-343-00618-9.
- ISBN 978-4-532-14655-9.
- ISBN 978-4-470-55019-7.
- ISBN 978-4-86429-111-8.
- ISBN 978-4-343-00603-5.
- ISBN 978-4-343-00353-9.
- ISBN 978-4-8061-4155-6.

## 外部連結
- （日語） 神戶市官方網站
  - （繁體中文） 神户市官方网站
- （日語） 神戶官方觀光網站 Feel KOBE （页面存档备份，存于）
- OpenStreetMap上有關神户市的地理